# Mamilla-Friedhof

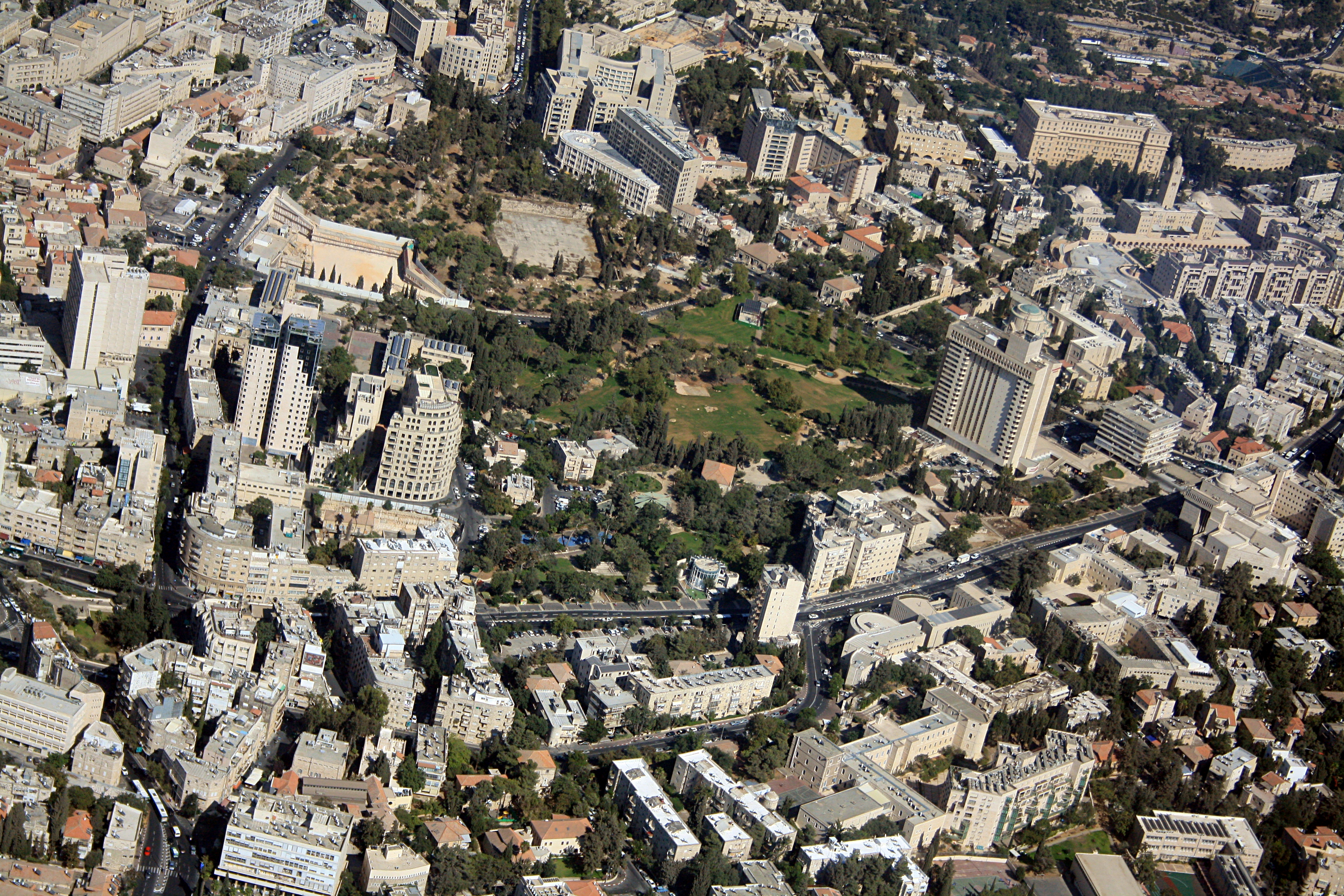
Mamilla-Friedhof, Blick nach Osten, 2013. Die bewachsene Fläche in der Bildmitte ist der Unabhängigkeitspark. Die im oberen Bereich bogenförmig verlaufende Straße bildet die Westgrenze des Mamilla-Friedhofs, darin als rechteckige Struktur das Mamilla-Becken. Am linken Ende der genannten Straße ist unregelmäßig geformt hinter Bauzäunen die Baustelle des Museums der Toleranz zu sehen. Rechts oberhalb des Mamilla-Beckens, mit der geschwungenen Fassade, das Waldorf Astoria Jerusalem (ehemals Palace Hotel).

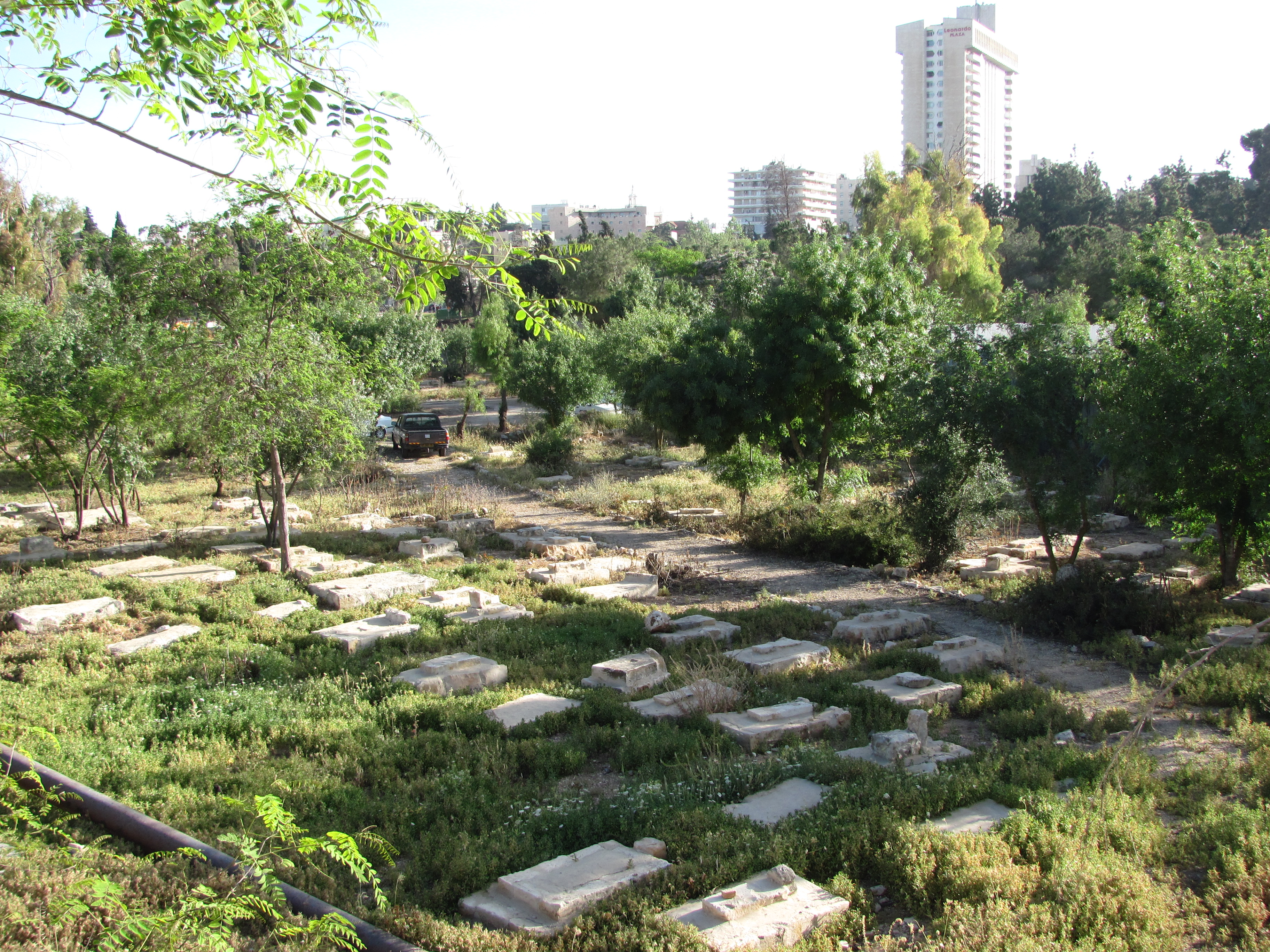
Mamilla-Friedhof, 2014

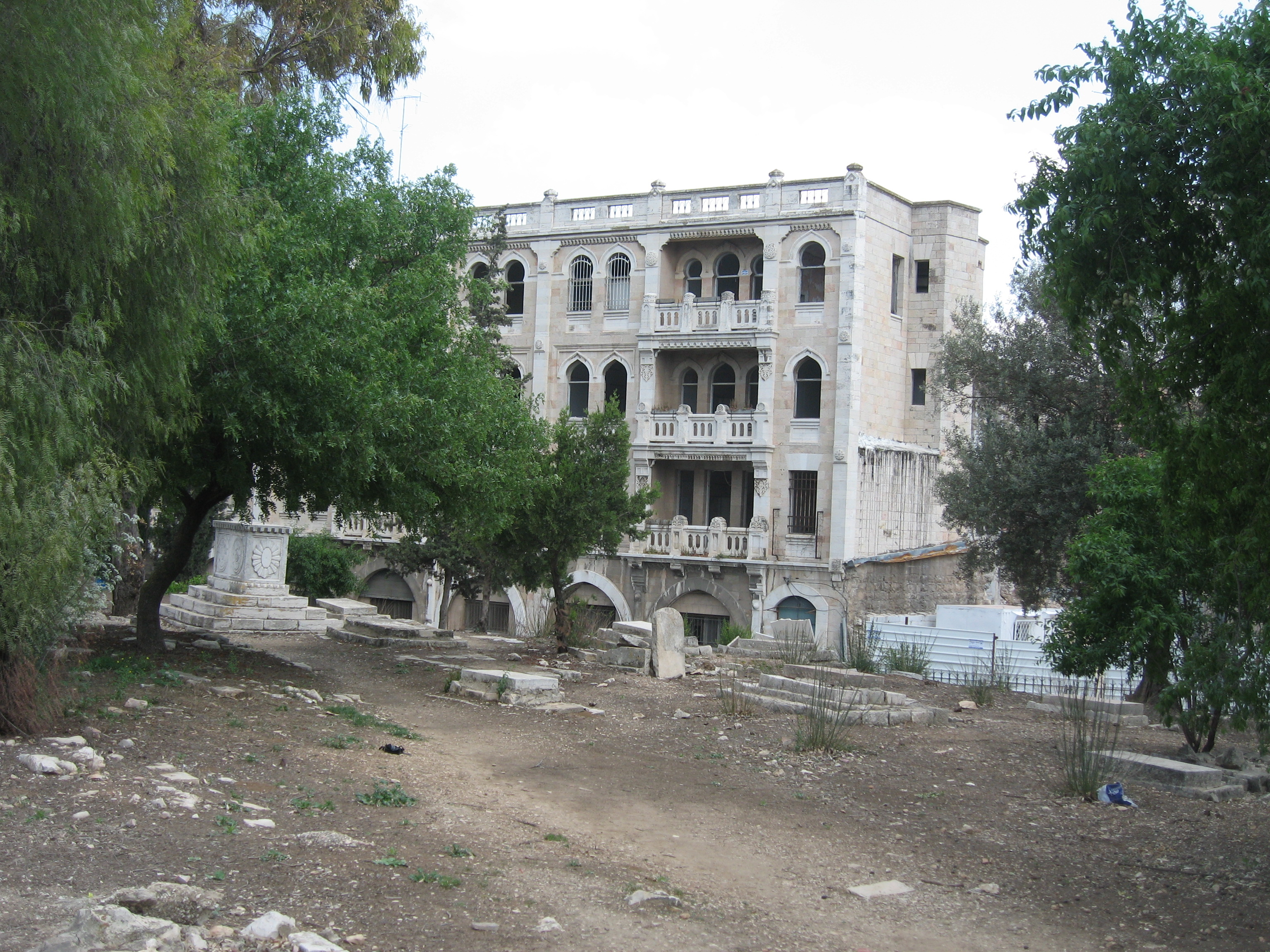
Blick vom Mamilla-Friedhof über die Agron Street auf das ehemalige Palace Hotel, 2007

Der Mamilla-Friedhof (arabisch مقبرة مأمن الله, DMG Maqbarat Maʾman Allāh) ist ein historischer moslemischer Friedhof westlich der Jerusalemer Altstadt. Der noch erhaltene Teil liegt ca. 700 m nordwestlich des Jaffatores.
Der Friedhof wurde bereits im frühen 7. Jahrhundert genutzt, als nach der Eroberung von Jerusalem durch die Sassaniden Tausende ermordete Bewohner der Stadt in Höhlen in der Umgebung des Mamilla-Beckens begraben wurden. Archäologische Befunde aus einer Höhle und einer byzantinischen Zisterne stammen aus dieser Zeit. Die ersten Erwähnungen des Friedhofs sind in arabischen und persischen Schriften des 11. Jahrhunderts enthalten, die teilweise auf Überlieferungen des 8. Jahrhunderts beruhen. Muslimische Quellen nennen bis zu 70.000 gefallene muslimische Märtyrer, deren Schädel nach der Eroberung von Jerusalem im Jahr 1099 in der Löwenhöhle auf dem Friedhof bestattet wurden. Nach der Zurückeroberung Jerusalems von den Kreuzfahrern ließ Saladin seine im Kampf gefallenen Krieger auf dem Mamilla-Friedhof begraben. In den folgenden Jahrhunderten entwickelte sich der Mamilla-Friedhof zum größten muslimischen Friedhof Jerusalems. Zahlreiche religiöse und weltliche Würdenträger wurden hier beigesetzt.
Im späten 19. Jahrhundert, noch unter osmanischer Herrschaft, wurde auf dem Friedhofsgelände die Agron-Straße gebaut und der südliche Teil des Mamilla-Friedhofs zur Bebauung vorgesehen. Sowohl das britische Völkerbundsmandat für Palästina und der Oberste Islamische Rat mit dem Palace Hotel (heute Waldorf Astoria Jerusalem), als auch Israel und die Stadtverwaltung von Jerusalem mit einer Schule, dem Unabhängigkeitspark, einer Tiefgarage und weiteren Bauten, nutzten Teile des Friedhofs als Bauland. Der Oberste Islamische Rat und der Qādī von Jaffa als höchster islamischer Richter in Israel erteilten dazu jeweils ihre Zustimmung. Die Fläche des Mamilla-Friedhofs ist seit der Gründung des Staates Israel von mehr als 13 Hektar auf weniger als zwei Hektar reduziert worden.
Seit 1993 plant Marvin Hier, der Leiter des Simon Wiesenthal Center, ein Museum der Toleranz Jerusalem, dessen Konzept dem des Museums der Toleranz in Los Angeles entsprechen soll. Nachdem ein seit vielen Jahren als Parkplatz genutzter Teil des Mamilla-Friedhofs als Baugrund vorgesehen wurde, und die Arbeiten im Jahr 2005 begonnen hatten, formierte sich auf palästinensischer Seite starker Widerstand. Das Oberste Gericht gestattete nach mehrjährigem Rechtsstreit und Baustopp, dass die Bauarbeiten unter Auflagen durchgeführt werden. Die palästinensische Seite begann daraufhin eine internationale öffentliche Kampagne, die bis heute andauert. Die Eröffnung des Museums der Toleranz ist für 2021 geplant.

## Name
Für den Namen Mamilla gibt es mehrere Erklärungen. Eine bezieht sich auf eine historisch nicht fassbare christliche Heilige, der zu Ehren bereits in der frühen oströmischen Zeit im Zentrum des Gebiets eine Kirche erbaut wurde. Der Jerusalemer Qādī und Historiker Mudschir ad-Din gab in seinem Hauptwerk 1495 eine andere Erklärung. Der Name ist demnach auf den arabischen Begriff Mimmā Manna Allāh (das von Gott gegebene) zurückzuführen. Andere arabische Bezeichnungen sind Bāb al-Milla und Zaytūn al-Milla (Olivenbäume Gottes).

## Geschichte

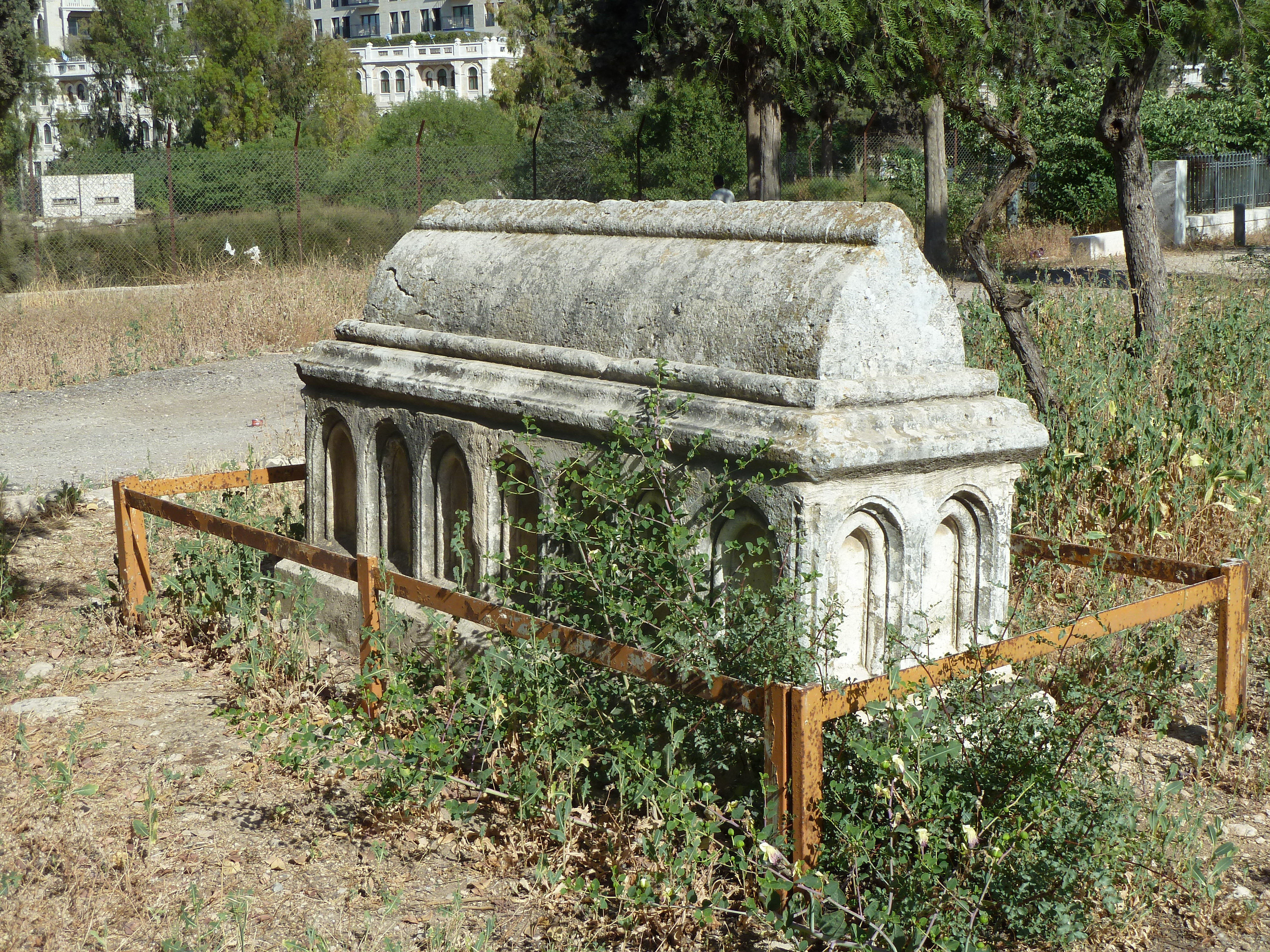
Grabmal aus der Kreuzfahrerzeit

### Oströmisches Reich bis zu den Kreuzzügen
Die ersten Bestattungen sollen in oströmischer Zeit im Umfeld der Kirche St. Mamilla stattgefunden haben. Die im Zuge der Eroberung von Jerusalem durch die Sassaniden im Jahr 614 ermordeten Stadtbewohner sind einem zeitgenössischen Bericht zufolge an 35 Grabstellen in der Umgebung von Jerusalem begraben worden. Alleine im Mamilla-Becken sind nach unterschiedlichen Übersetzungen eines im Original verschollenen Berichts 4518 oder 24.518 Opfer ermordet und in der Nähe beigesetzt worden.
Der Friedhof wurde erstmals in arabischen und persischen Schriften aus dem 11. Jahrhundert erwähnt, darunter ein Essay von al-Wasiti, der 1019 bis 1020 Prediger der al-Aqsa-Moschee war. Diese Schriften bezogen sich auf einen al-Hasan als Quelle der Überlieferungen, bei dem es sich wahrscheinlich um Abū Saʿīd al-Hasan ibn Abī l-Hasan al-Basrī handelte, der im Jahr 728 starb. Das legt nahe, dass bereits im achten Jahrhundert ein islamischer Friedhof bestanden hat.
Der islamische Historiker Abū Shāma berichtete im 13. Jahrhundert, dass die Märtyrerhöhle des Mamilla-Friedhofs die Schädel der bei der Eroberung von Jerusalem im Jahr 1099 gefallenen muslimischen Märtyrer enthalte, darunter sein Ur-ur-ur-Großvater. Muslimische Überlieferungen nennen Zahlen von bis zu 70.000 Toten.
Nach der Zurückeroberung Jerusalems von den Kreuzfahrern ließ Saladin seine im Kampf gefallenen Krieger auf dem Mamilla-Friedhof begraben. Die früheste von dem Jerusalemer Qādī und Historiker Mujir al-Din 1495 in seiner Geschichte Jerusalems und Hebrons genannte Beisetzung war die eines Emirs des Saladin im Jahr 1189. Al-Dins Bericht ist die bedeutendste Quelle zur frühen Geschichte des Mamilla-Friedhofs, der schon zu seiner Zeit der größte der Stadt war.

### Moslemische Herrschaft

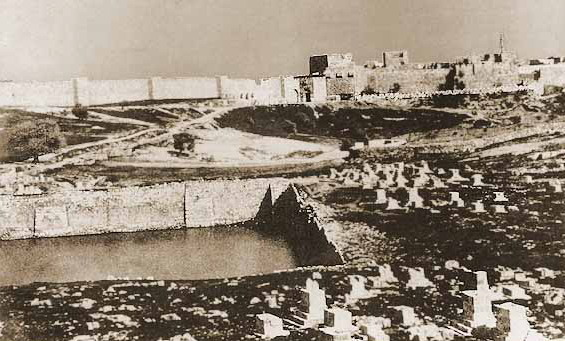
Mamilla-Becken mit umgebenden Gräbern, 1854

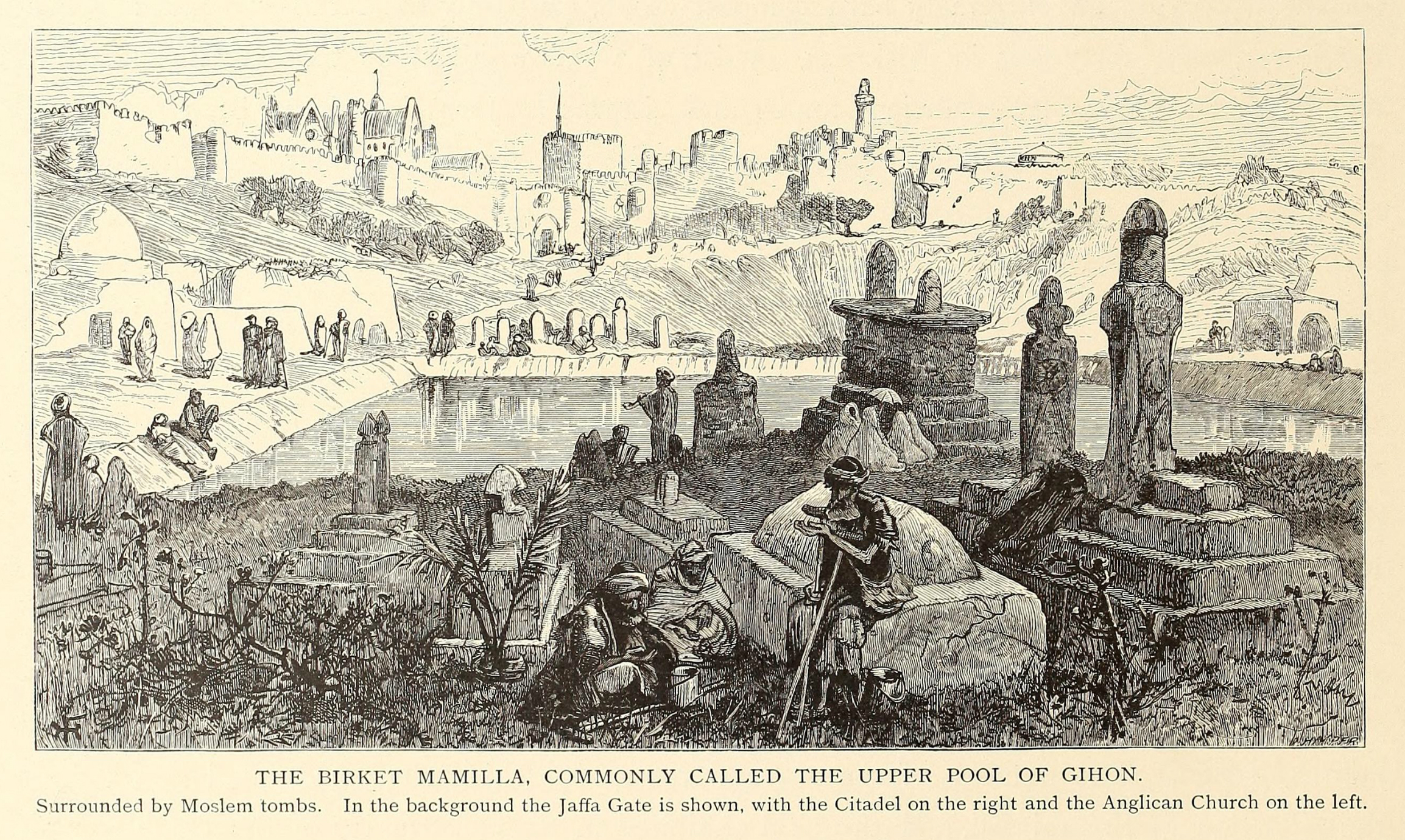
Blick über das Mamilla-Becken zum Jaffa-Tor, im Vordergrund muslimische Gräber, um 1878

Über Jahrhunderte kamen hochgestellte Muslime im Alter nach Jerusalem, um in der heiligen Stadt zu sterben und hier begraben zu werden. Diese Bevorzugung Jerusalems durch muslimische Gläubige wurde dem Judentum entlehnt, für das diese Tradition bereits in der Antike nachweisbar ist. Im 14. Jahrhundert nannte der muslimische Gelehrte Muhammad ibn Bahādur al-Zarkašī als Grund, dass den in Jerusalem Begrabenen die Qualen des Grabes erspart bleiben, und dass ein Grab auf dem Mamilla-Friedhof einem Grab im Himmel entspreche. Für die Beisetzungen der Stadtbevölkerung und ihrer Gäste wurden vorrangig die außerhalb der Altstadt gelegenen drei großen muslimischen Friedhöfe genutzt, Mamilla westlich des Jaffa-Tores, Bab al-Sahirazu nördlich der Altstadt und Bab al-Rahmah im Osten. Zu ihnen kommt noch eine Vielzahl kleiner Begräbnisorte, meist Mausoleen besonders wohlhabender oder angesehener Muslime, die überwiegend aus mamlukischer Zeit stammen. Das älteste erhaltene Epitaph auf dem Mamilla-Friedhof stammt aus dem Jahr 1285. Die Akten des Scharia-Gerichts von Jerusalem, das auch die Aufgaben eines Standesamtes und Grundbuchs erfüllte und Geburten, Sterbefälle, Hochzeiten und Immobiliengeschäfte akribisch festhielt, sind eine der wichtigsten Quellen zur muslimischen Geschichte Jerusalems. Die Akten wurden von 1529 bis 1917 oder 1919 geführt und geben auch Aufschluss über die Toten auf dem Mamilla-Friedhof.
Der anglikanische Bischof von Jerusalem, Michael Salomo Alexander, konnte 1843 eine Vereinbarung abschließen, die die Bestattung verstorbener Christen auf einer Parzelle im südöstlichen Bereich des Mamilla-Friedhofs gestattete. Nach einiger Zeit fanden eine muslimische und eine christliche Beerdigung zur gleichen Zeit statt. Die Muslime beklagten sich, dass dadurch ihre Gebete auch einem Christen zugute kämen, und dies sei für sie nicht hinnehmbar. Der Konflikt führte dazu, dass Alexanders Nachfolger Samuel Gobat 1848 ein Grundstück am Berg Zion kaufte, und dort den Zionsfriedhof einrichtete. Die in den Jahren zuvor bereits auf dem Mamilla-Friedhof bestatteten Christen wurden umgebettet.
Die Agron-Straße, an der heute das Waldorf Astoria Jerusalem liegt, und die sich auf ehemaligem Friedhofsgelände befindet, wurde unter osmanischer Herrschaft gebaut. Seinerzeit, von 1882 bis 1897, war Salim al-Husayni Bürgermeister von Jerusalem. Bereits während der letzten Jahre der osmanischen Herrschaft wurde der südliche Teil des Friedhofs zur Bebauung vorgesehen. Zum Schutz des verbleibenden Teils wurde eine Mauer errichtet.

### Im Völkerbundsmandat Palästina

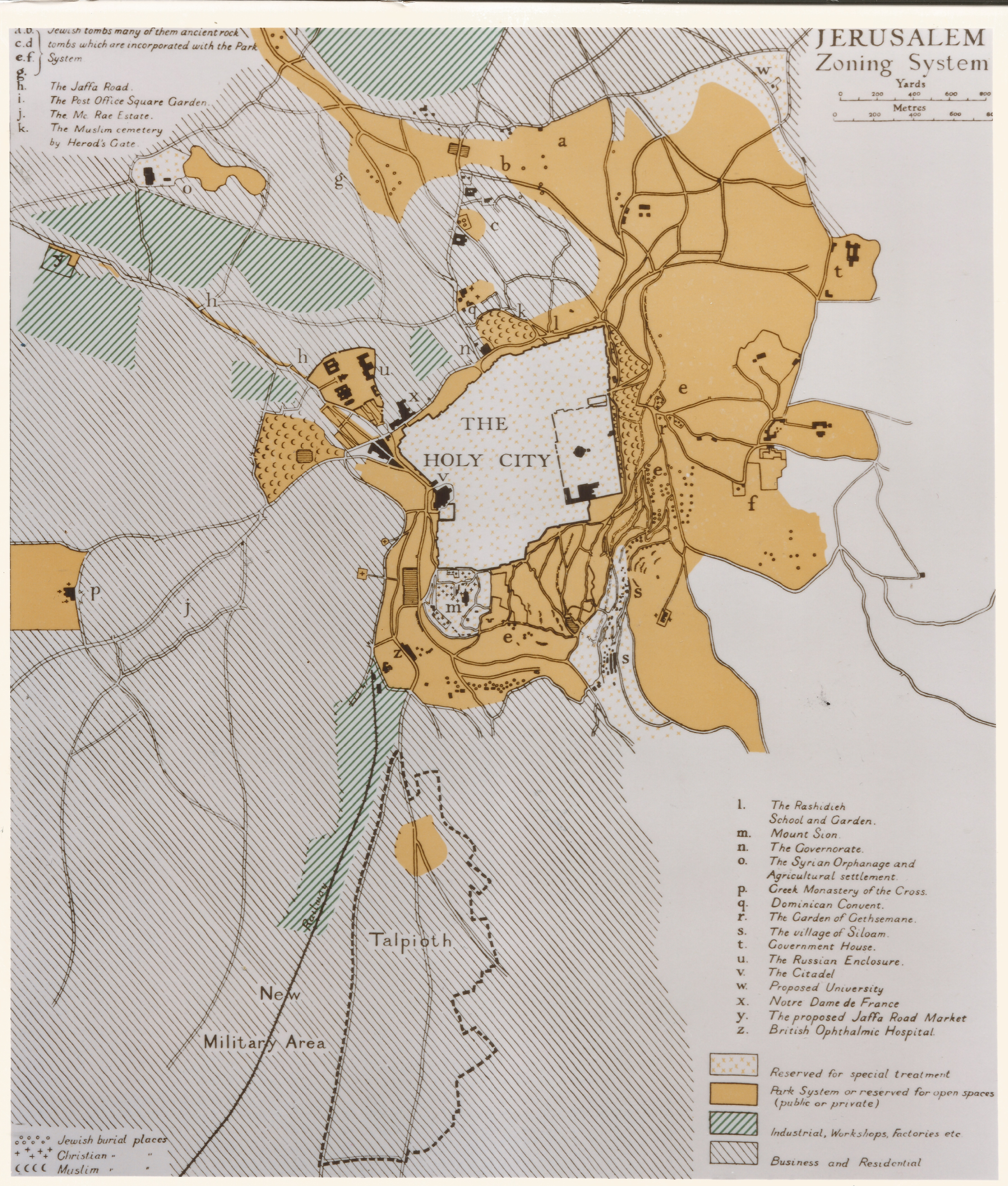
Plan von Charles Robert Ashbee, 1921. Die weiße Fläche in der Mitte ist die Altstadt von Jerusalem, das gelb hinterlegte Fünfeck links davon der Mamilla-Friedhof.

1927 wurde die Nutzung des Mamilla-Friedhofs durch den von den Briten eingerichteten Obersten Islamischen Rat in Palästina weitgehend aufgegeben, und im selben Jahr wurde er zum Denkmal erklärt. Es fanden aber bis 1948 noch vereinzelt Beerdigungen durch Familien statt, die ihre Angehörigen in der Nähe der Gräber früher Verstorbener beisetzen wollten.

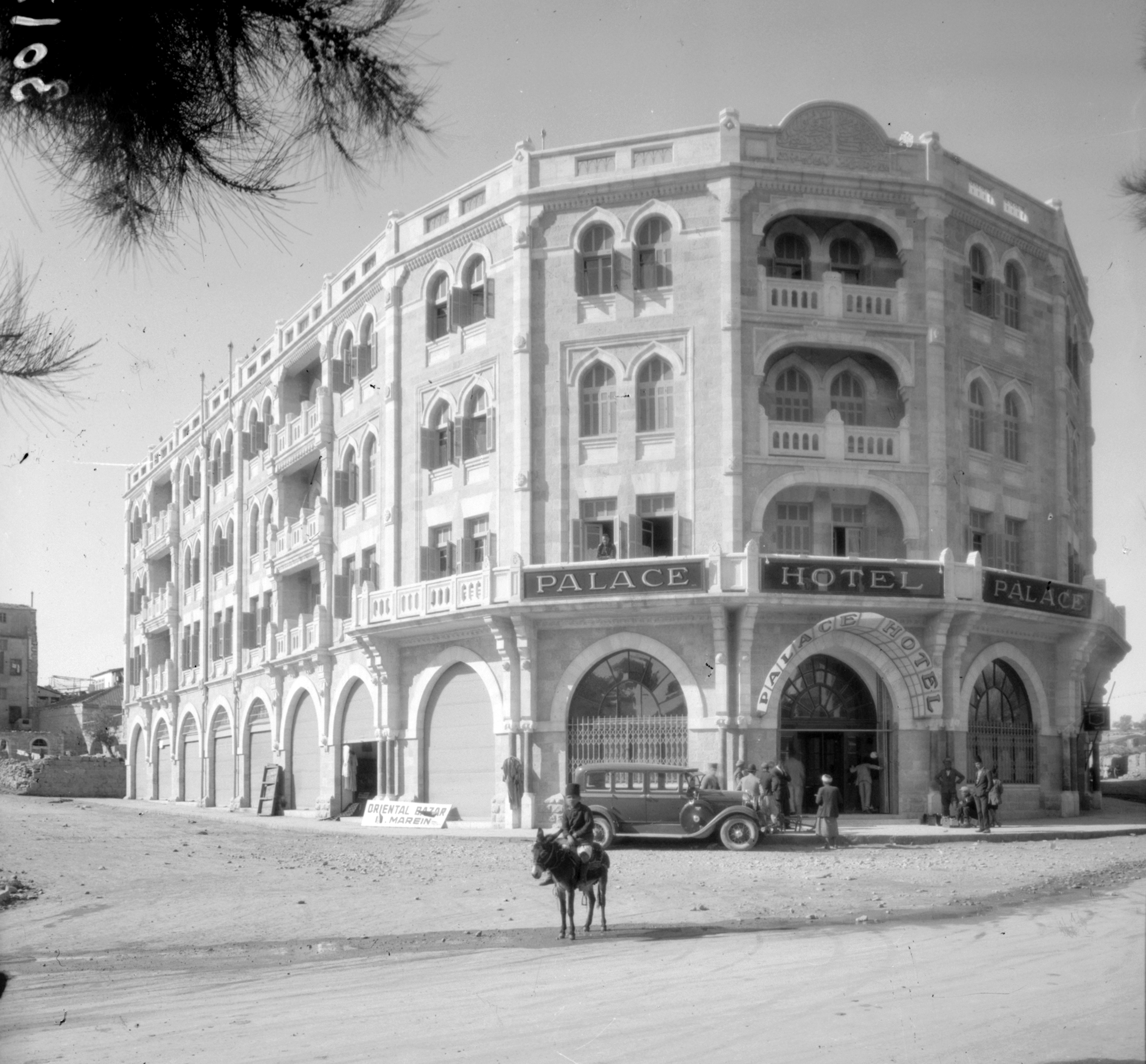
Palace Hotel, um 1929 bis 1933

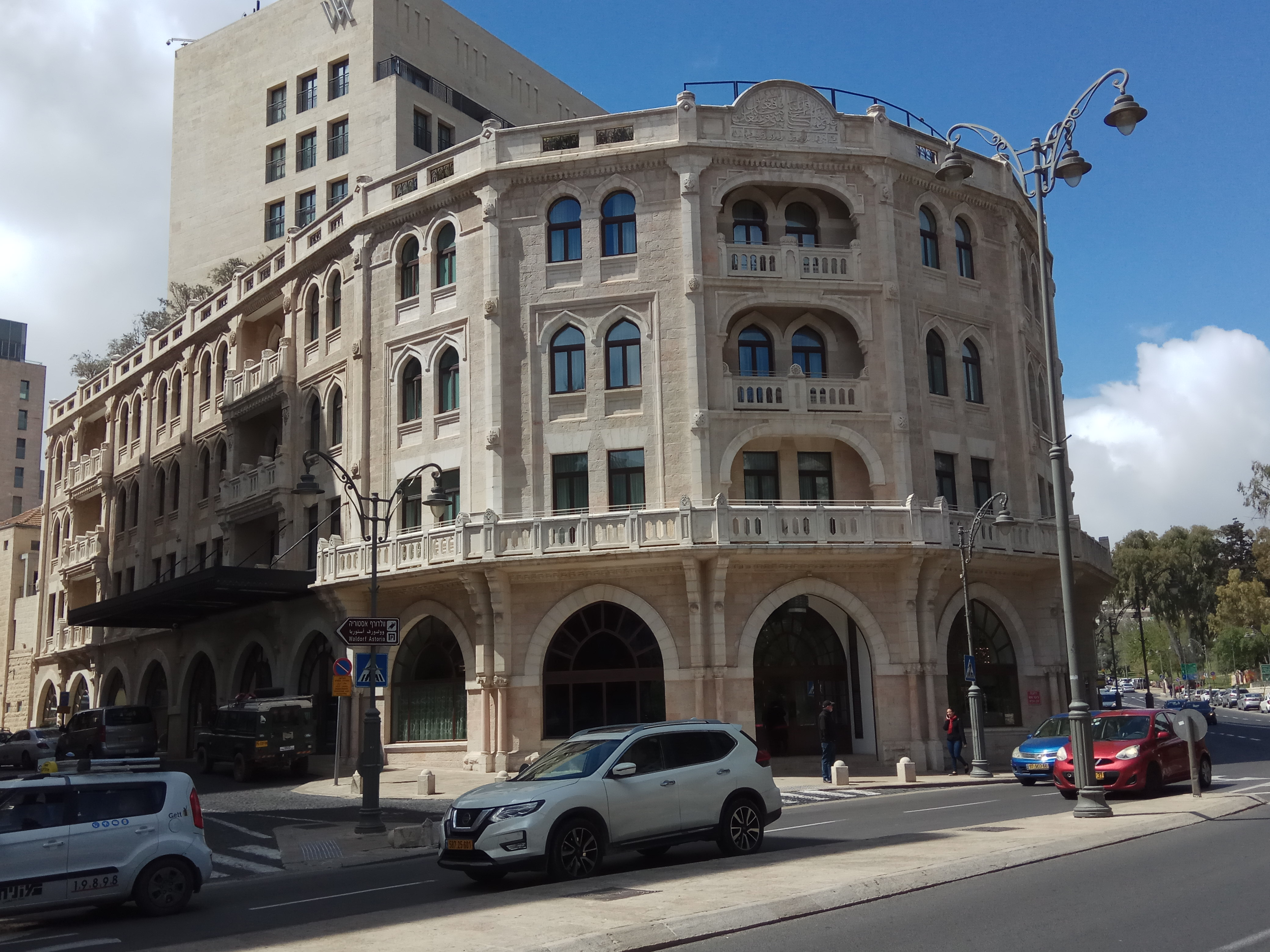
Waldorf Astoria Jerusalem 2019, am rechten Bildrand der Mamilla-Friedhof

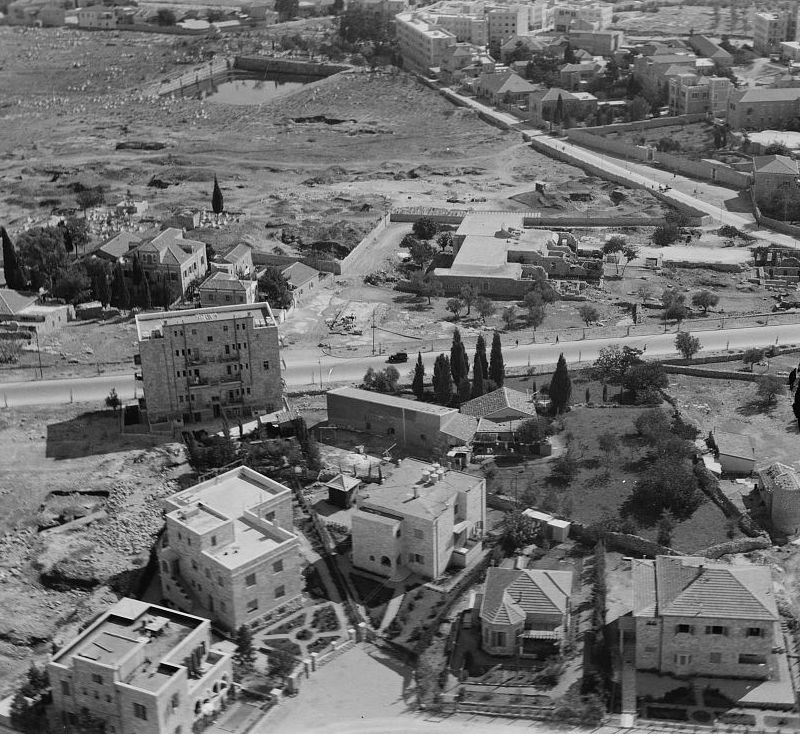
Luftaufnahme, am Oberrand Mamilla-Becken und Palace Hotel, 1928–1946

Der erste bedeutende Konflikt um eine Bebauung von Teilen des Mamilla-Friedhofs wurde 1925 durch den Großmufti von Jerusalem und Palästina und Präsidenten des Obersten Islamischen Rats in Palästina, Mohammed Amin al-Husseini, ausgelöst. Al-Husseini betrieb den Bau des 1929 eröffneten Palace Hotels auf einem Grundstück, das ursprünglich zum Friedhof gehörte. Das war in seinen Augen ein zulässiges Immobiliengeschäft, dessen Erträge dem Waqf zufallen sollten. Die Kontroverse wurde um die Frage geführt, ob es moralisch und nach dem islamischen Recht zulässig sei, ein als Friedhof ausgewiesenes Gelände zu bebauen. Der Anwalt al-Husseinis verteidigte den Großmufti 1927 vor dem Scharia-Gericht mit dem Hinweis darauf, dass die Frage der Unverletzlichkeit von Friedhöfen unter islamischen Rechtsgelehrten umstritten sei.
Während der Ausschachtungsarbeiten fanden die arabischen Arbeiter menschliche Überreste. Der Großmufti erklärte gegenüber dem Bauleiter, dass er die Arbeiten fortsetzen und die vorgefundenen Knochen sammeln solle, damit er sie nach Abschluss der Erdarbeiten heimlich in einem anderen Grab bestatten könne. Palästinensische Gegner des Großmuftis sahen darin eine Verletzung der Scharia und islamischer Traditionen.
Der am 27. Dezember 1927 unterzeichnete Vertrag über den Bau des Palace Hotels nannte Baukosten von 56.000 Palästina-Pfund. Die Vermietung an die Hotelbetreiber sollte dem Obersten Islamischen Rat jährlich Einnahmen von 7.300 Pfund einbringen. Dieser Gewinn, der der Gemeinschaft der Muslime zugute käme, war ein wichtiges Argument auch für die Zulässigkeit des Baus auf dem Friedhofsgelände. Tatsächlich stiegen die Baukosten auf 73.500 Pfund, die Mieteinnahmen betrugen nur 3000 Pfund jährlich, und das Projekt belastete den Obersten Islamischen Rat für viele Jahre.
1927 wurde von drei Jerusalemer Muslimen Beschwerde vor dem Obersten Islamischen Rat gegen andere Bauarbeiten auf dem Gelände des Mamilla-Friedhofs geführt. Ihre Klage wurde aus formalen Gründen abgewiesen, da nur mutawallis, die Verwalter eines Waqf, zur Beschwerde berechtigt seien. Damit brach der Rat islamisches Recht, da jeder Muslim als möglicher Begünstigter in den Angelegenheiten frommer Stiftungen klagen kann. In seiner Entgegnung rühmte sich der Oberste Islamische Rat der von ihm durchgeführten Baumaßnahmen, die seine Erträge um jährlich 2225 palästinensische Pfund gesteigert hätten. Alleine die Läden auf dem Mamilla-Friedhof brächten jährlich Einnahmen von 750 Pfund.
Bis in die 1930er Jahre war der Mamilla-Friedhof mit einer Fläche von etwa dreißig Hektar der größte muslimische Friedhof in Jerusalem. Während des britischen Mandats über Palästina wurden zwischen 1920 und 1948 weitere Teile des Friedhofs abgetrennt, so dass er 1948 nur noch eine Fläche von 134 Dönüm (13,4 Hektar) hatte. Im Grundbuch war das Gelände 1938 als fromme Stiftung (Waqf) aufgeführt, die der Aufsicht des General Waqf of Jerusalem unterstand. Der Teil des Friedhofs südlich der Gaza Road war als Bauland ausgewiesen.
Im Palace Hotel tagte der Allgemeine Islamischer Kongress 1931. Der Kongress beschloss die Einrichtung einer islamischen Universität in Jerusalem, als Gegenentwurf zur 1918 gegründeten Hebräischen Universität Jerusalem. Der Kongress legte keinen Standort fest, doch überlieferte Fotos eines Entwurfs belegen, dass der Bau auf dem Gelände des Mamilla-Friedhofs erfolgen sollte. Mitte der 1940er Jahre, als Amin Abd al-Hadi Vorsitzender des Obersten Islamischen Rats war, wurden auf diesem Grundstück Wohnhäuser geplant. Einem Zeitungsartikel der Palestine Post vom November 1945 zufolge plante der Oberste Muslimische Rat auf einem Teil des Mamilla-Friedhofs ein Einkaufszentrum, für das Grabstätten verlegt werden sollten.
1945 wurden die einzelnen Grabsteine des Mamilla-Friedhofs auf Anweisung des Obersten Muslimischen Rats durchnummeriert. Im Archiv des Rats befindet sich eine Liste mit 841 Gräbern und, soweit damals noch zu ermitteln, den Namen der Verstorbenen. Der Jerusalemer Stadtarchitekt Henry Kendall stellte 1946 einen Bebauungsplan auf, der die Überbauung des gesamten östlichen Friedhofsteils vorsah (also des jetzt alleine erhaltenen Teils): Es wird die Reparatur und Verschönerung der unmittelbaren Umgebung des Beckens erwogen, um einen Teil der Fläche für hochwertige Gewerbe- und Wohnbereiche zu entwickeln. Darüber hinaus besteht die Hoffnung, weitläufige öffentliche und private Freiflächen zu schaffen, mit baumgesäumten Boulevards zwischen den Häuserblöcken. Viele bedeutende Gräber, die bis in die Zeit Saladins zurückreichen, werden geschützt und vor weiterer Beschädigung und Vernachlässigung bewahrt (englisch Proposals are now being considered to repair and beautify the immediate surrounds of the pool, to develop part of the land for high class commercial and residential purposes. In addition it is hoped to lay out spacious public and private open spaces with tree lined boulevards between the blocks of buildings. Many fine tombs which date back to the times of Saladin will be preserved and protected from further damage and neglect). 1947 erklärte die britische Mandatsverwaltung den Mamilla-Friedhof zur archäologischen Stätte.

## In Israel
Nach dem Ersten Arabisch-Israelischen Krieg kam der Mamilla-Friedhof 1948 unter die Kontrolle der israelischen Behörden. Zu dieser Zeit befanden sich noch tausende Gräber auf dem Friedhof. Die Zahl der Gräber auf dem Mamilla-Friedhof wurde von dem früheren US-amerikanischen Diplomaten Andrew Killgore, der Ende der 1950er Jahre in Jerusalem tätig war, mit 15.000 angegeben. Diese Zahl ist, wenn sie als Zahl der seinerzeit identifizierbaren Grabstellen verstanden werden soll, sicher deutlich übertrieben. Von dem Friedhofsgelände wurden seither an allen Seiten Teile für andere Nutzungen abgetrennt. Als 1967 der Staat Israel ganz Jerusalem annektierte hatte die Zahl der Grabsteine deutlich abgenommen. 2009 waren nur noch etwa 8 Prozent der ursprünglichen Fläche und 5 Prozent der Gräber vorhanden.

### Entwicklung vor 1964
Nach der Unabhängigkeitserklärung Israels im Jahr 1948 wurden mehrere Gesetze, die The Absentees’ Property Laws, verabschiedet, die den Umgang des Staates Israel mit dem zurückgelassenen Besitz geflohener Palästinenser einschließlich der Immobilien regelten. Der Besitz wurde zunächst der Verwaltung des Custodian of Absentee Property unterstellt. Von ihm wurden Häuser und Mobiliar häufig an jüdische Einwanderer übergeben. Die frommen Stiftungen wie Friedhöfe und Moscheen standen zunächst unter treuhänderischer Verwaltung des Custodian. Ein 1965 verabschiedetes Zusatzgesetz übertrug das Eigentum an den Custodian of Absentee Property, der wiederum zwei Drittel aller Waqf zum Verkauf oder als Bauland an die Stadtentwicklungsbehörde übertrug. Der Rest, überwiegend genutzte Moscheen und Friedhöfe, wurde 1956 an den Board of Trustees of the Muslim Waqf übertragen, der dem Ministerium für religiöse Angelegenheiten unterstellt war. Bei diesen von der israelischen Regierung ernannten Treuhändern handelte es sich nach Auffassung der palästinensischen Seite um Kollaborateure, die ohne Rücksicht auf muslimische Interessen Immobilien an die Israel Land Administration verkauften oder mit ihr unvorteilhaft tauschten.
Nach der Eroberung Westjerusalems erlaubten israelische Behörden der islamischen Waqf-Stiftung nicht, sich weiter um den Friedhof zu kümmern, der verfiel. Die arabische Bevölkerung lebte im von Jordanien kontrollierten Teil der Stadt oder im Norden des Landes und hatte praktisch keinen Zugang. Dennoch versprach das israelische Religionsministerium 1948 der jordanischen Regierung, den Friedhof zu schützen.
1950 begann eine Auseinandersetzung Jordaniens und Israels um wechselseitige Beschuldigung der Zerstörung von Friedhöfen. Jordanien beklagte die israelische Beschädigung des Mamilla-Friedhofs und veröffentlichte die Kritik in der arabischen Presse. Daraufhin wurde der Friedhof von israelischer Seite gereinigt und geschützt. Zu Beginn der 1960er Jahre wiederholte sich die Auseinandersetzung mit vertauschten Rollen. Die jordanische Regierung unterstützte den Bau des Hotel Jerusalem Intercontinental auf dem Ölberg. Eine Zufahrtsstraße führte durch den jüdischen Friedhof, auf dem beim Bau zahlreiche Grabsteine beschädigt und teilweise als Fundament der Straße verwendet wurden.
In den frühen 1950er Jahren wurden wiederholt Arbeiten auf dem Mamilla-Friedhof durchgeführt, darunter der Bau eines Entwässerungsgrabens, die Reinigung des Mamilla-Beckens, das Planieren eines Bereichs westlich des Mamilla-Beckens mit der Zerstörung von Gräbern, und das Befestigen der Manasse ben Israel-Straße westlich des Beckens und der Hillel-Straße im Norden. An der Kreuzung dieser beiden Straßen liegen heute ein Schulgebäude, 1962 für die Maʿaleh-Schule errichtet, und der Neubau des Museums der Toleranz.

### Fatwa des Qādī Taher Hammad
1964 wurde das Gelände des Friedhofs durch ein Dekret des Finanzministeriums enteignet. Am 2. Juni 1964 beantragte der Bürgermeister von Westjerusalem, Mordechai Isch Schalom, beim Ministerium für religiöse Angelegenheiten für den Mamilla-Friedhof den Entzug des Status als heilige Stätte. Isch Schalom machte in seinem Antrag geltend, dass der Oberste Islamische Rat Palästinas den Mamilla-Friedhof bereits vor 1948 für verfallen erklärt hat. Er legte ferner einen Bauantrag der Stadt Jerusalem aus der Zeit des britischen Mandats über Palästina für mehrere Gebäude vor, darunter eines für die Arabische Liga. Auf dem Friedhof sollte unter anderem der Unabhängigkeitspark eingerichtet werden, nur ein kleiner Teil des Friedhofs sollte als Denkmal erhalten bleiben. Die Angelegenheit wurde Sheikh Taher Hammad, vorgelegt, dem Qādī von Jaffa und zu diesem Zeitpunkt als Vorsitzender des Scharia-Berufungsgerichts der ranghöchste islamische Richter in Israel.
Taher Hammad hatte an der Azhar in Kairo islamisches Recht studiert, einen Abschluss erworben und auch dort gelehrt. Seinerzeit waren die Qādīs Angestellte des Ministeriums für religiöse Angelegenheiten und unterstanden seiner Aufsicht. Hammad hat wiederholt als Qādī das Überbauen muslimischer Friedhöfe für unbedenklich erklärt. 1964, vor der Befassung mit dem Mamilla-Friedhof, war Taher Hammad bereits wegen eines Vermögensdelikts zum Nachteil öffentlichen Eigentums und wegen der Fälschung von Dokumenten verurteilt worden. Er wurde am 22. März 1965 in den Ruhestand versetzt. Seine Berufung gegen die Verurteilung wurde 1966 vom Obersten Gericht abgewiesen.
Taher Hammad prüfte in seiner Fatwa zunächst, ob es nach islamischem Recht gestattet sei, ein Grab zu öffnen, um eine weitere Bestattung vorzunehmen. Er befand, dass dies grundsätzlich erlaubt aber makrūh (unerwünscht) sei. Er stellte zudem fest, dass der Friedhof tatsächlich mundaris (verfallen oder aufgegeben) sei. Daher entschied er sich zum Entfernen der Gräber zwischen den Bäumen, sowohl die baulich gestalteten wie die nur mit einfachen Grabsteinen markierten. Die Entscheidung traf er ohne den Mamilla-Friedhof besucht zu haben, wollte das Gelände aber später zur Begutachtung der durchgeführten Arbeiten besuchen. Zum Abschluss seiner Fatwa traf er eine Unterscheidung zwischen der Heiligkeit einer Grabstätte, die im Laufe der Zeit der Scharia entsprechend verfallen könne, und der dauerhaften Heiligkeit einer Moschee.
Taher Hammads Fatwa weist mehrere Mängel auf, die Zweifel an ihrer Gültigkeit begründen. So war die Fatwa mit qarar fatwa überschrieben, in etwa mit „Fatwa-Urteil“ zu übersetzen. Qarar bezeichnet per Definition die richterliche Entscheidung eines Streitfalls. Die Entscheidung wird durch den Richter im Beisein der streitenden Parteien verkündet. Ein qarar ohne einen solchen Streitfall kann es nicht geben. Darüber hinaus sind die Rolle des Bürgermeisters von Jerusalem als Antragsteller und die Natur und der Inhalt der vorgelegten Beweismittel unklar. Der Bürgermeister war jedenfalls nicht der von einem Qādī ernannte Treuhänder oder Verwalter des Friedhofs. Offensichtlich hat Taher Hammad nicht die zwingend zu beachtenden Verfahrensregeln beachtet, weswegen seine Entscheidung kein Urteil sein kann. Andererseits hat eine Fatwa als Äußerung einer Meinung in Religionsfragen keine formalen Voraussetzungen, aber auch keine bindende Wirkung. Schließlich hat Taher Hammad den Friedhof nicht in Augenschein genommen, um zu klären, ob die Körper der Verstorbenen zu Staub zerfallen sind. Stattdessen hat er seinen Besuch für einen Zeitpunkt nach der unwiderruflichen Zerstörung von Gräbern angekündigt. In der Gesamtschau ist die Fatwa des Qādī als wertloses Gefälligkeitsgutachten anzusehen.
Die von Taher Hammad erlassene Fatwa erlaubte für das Gelände keine Bebauung, sondern lediglich die Errichtung eines Parks. Dennoch wurden auf dem ursprünglichen Friedhofsgelände durch die Stadtverwaltung von Jerusalem eine Reihe von Stadtentwicklungsmaßnahmen durchgeführt, die den Bau von Wohnungen, Gewerbeimmobilien und öffentlichen Einrichtungen wie einer Schule und dem Unabhängigkeitspark umfassen.
Als ranghöchster Qādī der israelischen Scharia-Gerichte hat Qādī Ahmad Natour 1994 in Reaktion auf die früher ausgestellten Fatwas zugunsten der Überbauung von muslimischen Friedhöfen einen marsum qada’i (ein religiöses Dekret) erlassen. Darin ist die Heiligkeit aller muslimischen Friedhöfe und Moscheen, einschließlich der verfallenen oder aufgegebenen, auf Dauer festgeschrieben. Alle anderslautenden Fatwas der Vergangenheit sind nichtig. Darüber hinaus ist den Qādīs zukünftig das willkürliche Ernennen von mutawallis als Treuhänder von Friedhöfen oder Moscheen untersagt. Sie haben vielmehr dem Oberen Scharia-Gericht in Israel Kandidaten vorzuschlagen, die vom Gericht akzeptiert oder zurückgewiesen werden. Diese Einschränkung ist eine Reaktion auf frühere Verkäufe von Friedhöfen oder Moscheen durch die mutawallis.
Das israelische Religionsministerium erklärte Natours Dekret im Juni 1996 für unwirksam, da Natour nicht zu einer solchen Maßnahme berechtigt sei. Natour hält die Intervention des Ministeriums für eine unzulässige Einmischung in die islamische Gerichtsbarkeit und beharrt auf seiner Entscheidung. Mehrere israelische Rechtsgelehrte, vornehmlich Shmuel Berkovitz und Aharon Layish, stellen Natours Dekret ebenfalls in Frage und beharren darauf, dass die Scharia das Überbauen muslimischer Friedhöfe in allgemeinem Interesse (maslaha) gestatte. Natour ist wiederum der Ansicht, dass maslaha lediglich das Wohl der Umma bezeichnet, und dass der Verkauf muslimischer Friedhöfe an israelische Interessenten nicht mit der maslaha begründet werden kann. Im Konflikt um das neue Museum der Toleranz beruft sich das Simon Wiesenthal Center weiter auf die 1964 von Qādī Taher Hammad verkündete Fatwa, die es als unanfechtbare und unwiderrufliche Profanierung des Mamilla-Friedhofs betrachtet.

### Entwicklung seit 1965

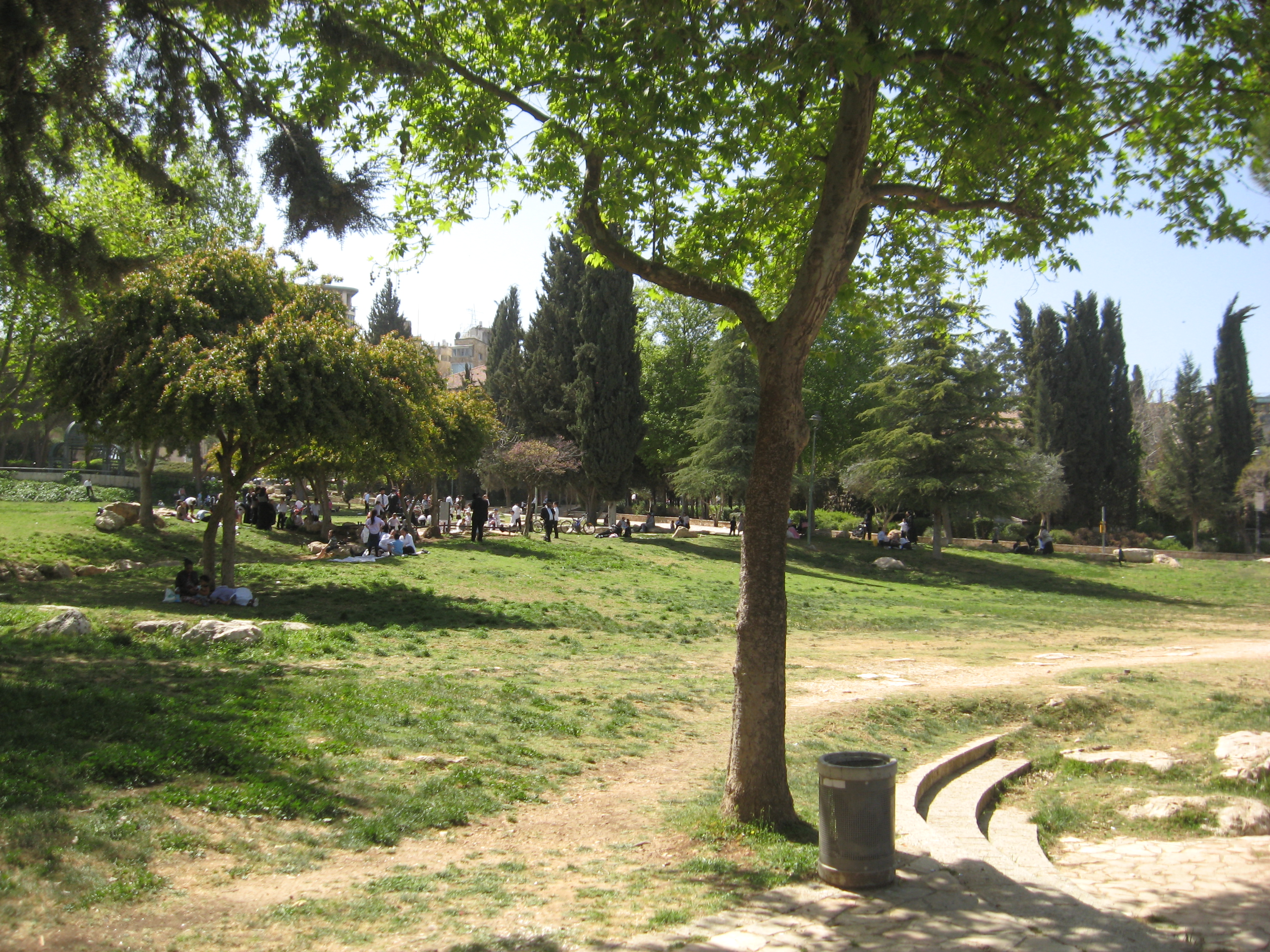
Unabhängigkeitspark, 2013

1965 ergänzte Israel das Absentee Property Law um eine Bestimmung, die den frommen Stiftungen ihren Status als Waqf entzog und sie der treuhänderischen Verwaltung durch eine Regierungsbehörde, dem Custodian of Absentee Property, unterstellte. 1967 wurde ein Antrag der Waqf-Behörde Jerusalem abgewiesen, wieder für Pflege und Unterhalt des Mamilla-Friedhofs sorgen zu dürfen. Im selben Jahr wurde ein großer Teil des Friedhofs in den Unabhängigkeitspark umgewandelt. Bei der Anlage des Parks wurden zahlreiche Gräber zerstört.
1979 wurde der später für das Museum der Toleranz genutzte Teil in der nordwestlichen Ecke des Friedhofs für einen Parkplatz vorgesehen, der 1986 fertiggestellt wurde. Am 28. Januar 1986 richteten der jordanische Außenminister und der Minister für religiöse Stiftungen und Islamische Angelegenheiten eine Beschwerde an den Generaldirektor der UNESCO. Sie machten geltend, dass Israel den Mamilla-Friedhof beeinträchtige und Schäden an den Gräbern bedeutender muslimischer Würdenträger verursache. Im November 1986 beklagte der Beobachter der Palästinensischen Befreiungsorganisation (PLO) bei den Vereinten Nationen gegenüber der UNESCO, dass städtische Bulldozer bei der Verlegung eines Abwasserrohrs auf dem Friedhofsgelände zahlreiche menschliche Überreste freigelegt hätten. Israel wies die Anschuldigungen zurück, es seien nur wenige Knochen freigelegt worden. Das 1948 gegenüber Jordanien abgegebene Versprechen, den Mamilla-Friedhof zu erhalten, wurde von Israel vor der UNESCO bekräftigt. Nach der Fertigstellung des Parkplatzes, der auch von vielen Muslimen genutzt wurde, ebbten die Proteste zunächst ab.
1992 wurde das Eigentum am Mamilla-Friedhof vom Custodian of Absentee Property an die Stadt Jerusalem übertragen. Am 15. Januar 2005 führte die Israelische Elektrizitätsgesellschaft auf dem Friedhof Erdarbeiten aus, um dort Kabel zu verlegen.

## Gräber im Judentum und der Mamilla-Friedhof
Die Zulässigkeit der Öffnung historischer Gräber ist umstritten. Diejenigen, die eine Umbettung Verstorbener und das Öffnen von Gräbern im Rahmen von Ausgrabungen für zulässig halten, berufen sich auf den Schulchan Aruch, der die Verlegung eines Grabes, das die Öffentlichkeit stört, erlaubt. Bereits in hellenischer und römischer Zeit wurden solche Umbettungen jüdischer Verstorbener im Rahmen von Baumaßnahmen in großer Zahl durchgeführt.

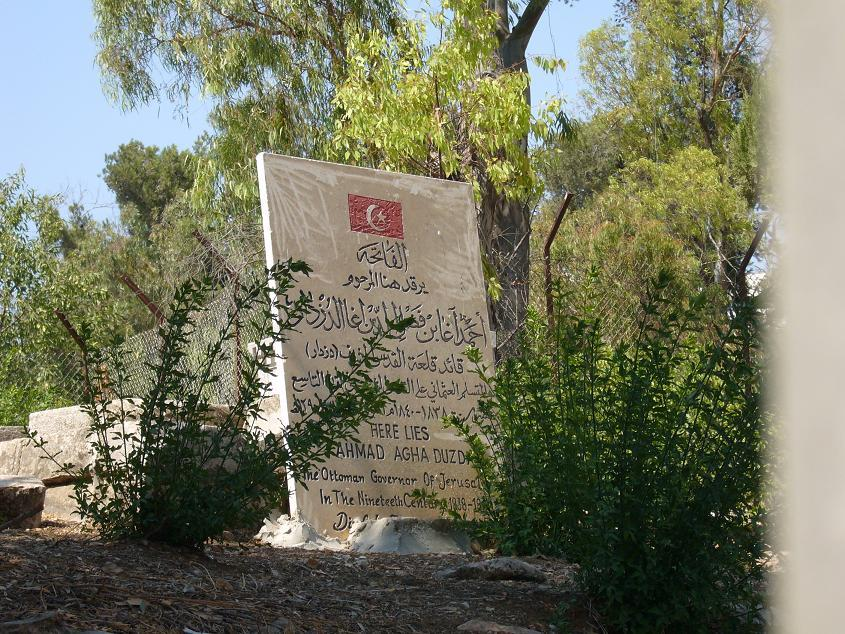
Erneuerter Grabstein von Ahmad Agha Duzdar, 2005. Der Grabstein wurde nach kurzer Zeit zerschlagen.

Jüdische Gräber werden heute in Israel nur von der Israelischen Altertümerbehörde im Rahmen von Notgrabungen verlegt. Eine kleine Gruppe radikaler orthodoxer Juden lehnt ausnahmslos jede Störung der Totenruhe ab, seien es archäologische Ausgrabungen oder Bauprojekte. Sie verlangen den Stopp aller Bauarbeiten, sobald in der Erde menschliche Knochen gefunden werden. Dabei ist die Religionszugehörigkeit der Verstorbenen ohne Belang, sofern es keinen Beweis gibt, dass es sich um Nichtjuden handelt. Dieser Auffassung zu folgen bedeutet in der Praxis das Ende einer Ausgrabung, sobald bei den Arbeiten ein menschlicher Knochen entdeckt wird. Es ist nicht ungewöhnlich, dass Straßen umgeleitet oder Häuser nicht gebaut werden, wenn auch nur der Verdacht auf jüdische Gräber im Boden besteht. Demgegenüber werden muslimische Grabstätten als verzichtbar betrachtet und nicht respektiert. Proteste gegen den Bau des Museums der Toleranz kamen daher nicht nur von Palästinensern, sondern auch von Juden, die jede Entweihung von Gräbern ablehnen. Die unterschiedliche Behandlung jüdischer und muslimischer Gräber trug dazu bei, dass der Museumsbau auf dem Gelände des Mamilla-Friedhofs von den Muslimen als diskriminierend empfunden wurde und wird. Darüber hinaus wurde der Umgang mit dem Bodendenkmal Mamilla-Friedhof von Archäologen scharf kritisiert. Die Ausgrabungen am Standort des Museums der Toleranz stellten eher ein rasches Ausräumen als eine wissenschaftliche Ausgrabung dar, und widersprechen den ethischen Standards der modernen Archäologie.
In Jerusalem zeigen Teile der jüdischen Bevölkerung keinerlei Respekt vor dem Mamilla-Friedhof. Das Gelände wurde von sozialen Randgruppen als Rückzugsraum genutzt und erheblich mit fortgeworfenen Bierdosen, Spritzbestecken und gebrauchten Kondomen verschmutzt. Der Friedhof wird von Jugendlichen als Abkürzung zu den nordöstlich gelegenen Partyzonen der Stadt und zum Verrichten der Notdurft genutzt. Der im Jahr 2005 mit finanzieller Unterstützung des türkischen Konsulats in Jerusalem restaurierte Grabstein von Ahmad Agha Duzdar, von 1838 bis 1863 osmanischer Gouverneur von Jerusalem, wurde nach kurzer Zeit zerschlagen. Im Rahmen der Auseinandersetzungen um den Museumsbau wurde im Mai 2006 der gesamte Mamilla-Friedhof abgesperrt, so dass Muslimen der Zugang zu den Gräbern ihrer Angehörigen verwehrt war. Mutmaßlich jüdische Vandalen drangen in dieser Zeit ein und zerstörten mehrere Gräber oder beschmierten sie mit rassistischen Graffiti.

## Konflikt um das Museum der Toleranz

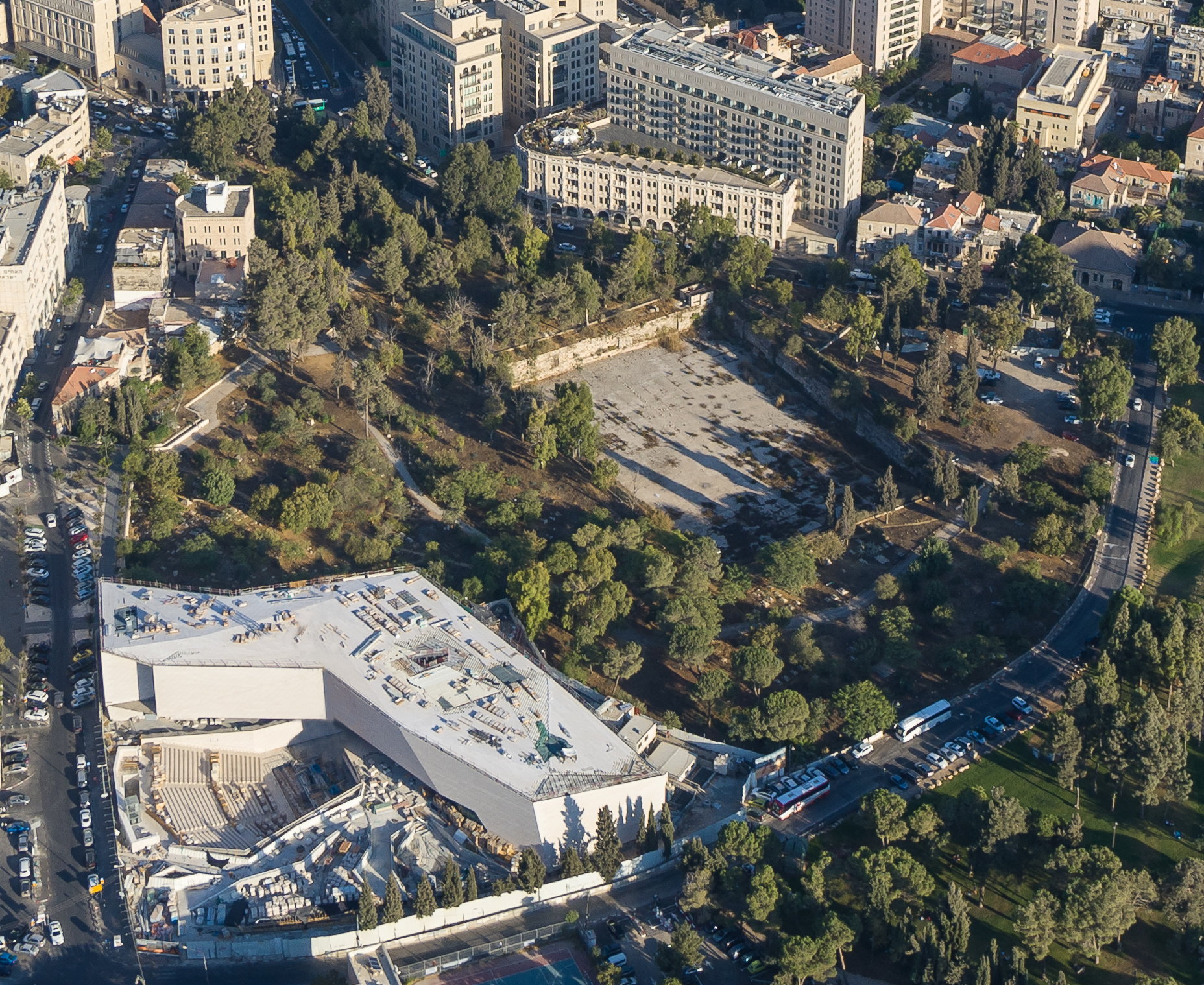
Mamilla-Friedhof mit Mamilla-Becken in der Mitte, darüber das Waldorf Astoria Jerusalem. Links unter dem Becken das deutlich größere Museum der Toleranz, April 2019.

### Planungen und Baubeginn
Bereits 1993 regte der Jerusalemer Bürgermeister Teddy Kollek, nach einem Besuch des Museum der Toleranz des Simon Wiesenthal Center in Los Angeles, ein vergleichbares Museum in Jerusalem an. Dafür war zunächst eine Fläche auf dem French Hill vorgesehen. 1999 konnte Frank Gehry als Architekt für den Museumsbau gewonnen werden. Gehry erläuterte seine Beteiligung 2010 damit, dass er von engen Freunden zur Zusammenarbeit mit Marvin Hier angeregt worden sei. Entsprechend dem Museum der Toleranz in Los Angeles sollte das Projekt in Jerusalem in ein Museum und ein Konferenzzentrum gegliedert sein, und den Gedanken der Toleranz fördern. Das Programm erschien gerechtfertigt und ihm sei versichert worden, dass alle Seiten bei der Gestaltung der Ausstellung berücksichtigt würden, und dass innerhalb der Mauern des neuen Gebäudes uneingeschränkte Meinungsfreiheit herrschen werde.
Zu Beginn der Planungen wurden Gehry verschiedene Standorte gezeigt, so einer neben einem Gefängnis, den Gehry nicht für angemessen hielt. Der ihm vom Jerusalemer Bürgermeister Ehud Olmert gezeigte Standort am Mamilla-Friedhof erschien geeignet, da die Nutzung als Parkplatz seit den 1960er Jahren gegen eine religiöse Bedeutung des Ortes sprach. Gehry plante das Museum der Toleranz für diesen Standort und gab später an, dass die Grenzen des Friedhofs dabei respektiert wurden, und dass das Gebäude mit seiner Aussicht über den Friedhof eine respektvolle Beziehung zwischen Museum und Friedhof ausdrücken sollte.
In den folgenden Jahren wurden auf dem ehemaligen Friedhofsgelände weitere Baumaßnahmen durchgeführt, darunter die Aufstockung zweier bestehender und der Neubau von zwei weiteren Gebäuden. Im März 2002 wurde der Bau des Museums der Toleranz förmlich beschlossen. Am 24. November 2002 wurde in der Residenz des Staatspräsidenten ein Modell des Museums feierlich enthüllt. Es wurde anschließend in der Haupthalle der Stadtverwaltung der Öffentlichkeit präsentiert, ohne dass es zu Protesten gekommen wäre. Im Oktober 2004 wurde die erste Baugenehmigung erteilt. Am 2. Mai 2005 fand in Gegenwart hoher Repräsentanten des Staates Israel wie dem Staatspräsidenten Katzav, dem stellvertretenden Ministerpräsidenten und Industrie- und Handelsminister Ehud Olmert, dem Außenminister Silvan Schalom, dem Verteidigungsminister Scha’ul Mofas, und dem kalifornischen Gouverneur Arnold Schwarzenegger die feierliche Grundsteinlegung statt.
Noch vor Beginn jeglicher Bauarbeiten, im Jahr 2004, wurde das Gelände durch den Archäologen Gideon Suleimani von der israelischen Altertümerbehörde begutachtet. Dabei wies er darauf hin, dass sich im Boden des vorgesehenen Baugrundstücks eine nicht bestimmbare Anzahl von Gräbern befindet. Die Bauarbeiten begannen mit der vorgeschriebenen archäologischen Untersuchung des Baugeländes unter der Aufsicht der Altertümerbehörde. Im November und Dezember 2005 wurde festgestellt, dass sich im Erdreich zahlreiche menschliche Überreste befanden. Bei einer Notgrabung wurden etwa 1000 Gräber entdeckt und archäologische Objekte freigelegt. Die Gräber waren in fünf verschiedenen Schichten enthalten, deren älteste aus dem 11. oder 12. Jahrhundert stammt. Mit Ausnahme weniger Kreuzritter-Gräber lagen alle Toten, einschließlich Frauen und Kinder, in muslimischer Stellung in den Gräbern, auf der Seite liegend und mit dem Gesicht nach Mekka gewandt. Die sterblichen Überreste von 400 Menschen wurden in Pappkartons gepackt und an einen unbekannten Ort gebracht. Die Altertümerbehörde entschied, dass vom archäologischen Standpunkt keine Bedenken gegen den Weiterbau bestünden. Nur ein kleiner Bereich, der noch menschliche Überreste enthielt, sei zu schützen. Am 8. Februar 2006 veröffentlichte die israelische Tageszeitung Haaretz ein Foto, das ein offenes Grab auf dem Mamilla-Friedhof mit einem vollständigen Skelett zeigt. Das war mehr als 40 Jahre nach der Fatwa Taher Hammads, der den Friedhof für verfallen und implizit alle Knochen für zu Staub zerfallen erklärt hatte.

### Gerichtsverfahren
Am 28. Dezember 2005 erschienen drei Aktivisten des antizionistischen Northern Islamic Movement in Israel auf der Baustelle und fotografierten menschliche Überreste. Am selben Tag wurde von der mit dem Northern Islamic Movement verbundenen Al-Aqsa Association for the Development of the Assets of the Muslim Waqf in the Land of Israel Ltd. beim Obersten Gericht ein Antrag auf einen Baustopp eingereicht. Als dem Antrag über Wochen nicht stattgegeben wurde beantragte die Organisation beim Scharia-Gericht einen Baustopp. Der Qādī von Jerusalem stellte die geforderte Verfügung aus, die israelische Polizei weigerte sich jedoch sie durchzusetzen. Daraufhin richtete die Organisation einen weiteren Antrag an das Oberste Gericht, mit dem Ziel der Durchsetzung des Baustopps. Am 1. März 2006 ernannte der Qādī von Jerusalem, Muhammad Zibde, zwei mit dem Northern Islamic Movement verbundene Administratoren (Mutawallis) für den Friedhof und beauftragte sie, alle notwendigen Maßnahmen zum Schutz des Friedhofs zu ergreifen. Diese Ernennungen wurden vom Obersten Gericht unter Hinweis auf das Absentee Property Law aufgehoben. Zwischenzeitlich klagte auch die mit dem Museumsbau befasste Entwicklungsgesellschaft vor dem Obersten Gericht mit dem Ziel, das Scharia-Gericht für nicht zuständig zu erklären, da der profanierte Mamilla-Friedhof kein Waqf, sondern nur noch Treuhandvermögen unter Verwaltung des Finanzministeriums sei.
Im April 2007, als die Verfahren vor dem Obersten Gericht bereits fortgeschritten waren, wandte sich eine Gruppe von 70 überwiegend jüdischen israelischen Akademikern an das Gericht. Die von dem Historiker und Diplomaten Schimon Schamir angeführte Gruppe, der fünf Träger des Israel-Preises und sieben Bürger- und Menschenrechtsorganisationen angehörten, strebte an, als Amici curiae das Gericht bei der Entscheidungsfindung zu unterstützen. Sie brachten die Sorge zum Ausdruck, dass das Bauprojekt die Beziehungen zwischen den israelischen Behörden und den Juden auf der einen Seite und der arabisch-muslimischen Bevölkerung und den arabischen und muslimischen Staaten auf der anderen Seite belasten würde. Zudem hätte der Bau möglicherweise Konsequenzen für den Schutz jüdischer Gräber im Ausland. Das Oberste Gericht wies den Antrag zurück, die Gruppe als Verfahrensbeteiligte zuzulassen. Allerdings wurde der Gruppe das Recht zugestanden, im Verfahren angehört zu werden und Expertengutachten einzureichen. Das Museum reagierte mit der Organisation einer eigenen Unterstützergruppe aus 182 Akademikern und Personen des öffentlichen Lebens unter Führung von Schabtai Schavit, dem ehemaligen Generaldirektor des Mossad. Auch dieser Gruppe wurde zugestanden, im Verfahren Expertengutachten zugunsten des Museums einzureichen.
Während der drei Gerichtsverfahren erließ das Oberste Gericht drei einstweilige Anordnungen:
1. die Grabungsarbeiten auf dem Museumsgelände sind bis zur Entscheidung in der Sache einzustellen;
2. dem Scharia-Gericht ist es untersagt, parallel zum Obersten Gericht in dieser Sache tätig zu werden;
3. nachdem das Oberste Gericht davon Kenntnis erhalten hat, dass in zwei von drei Bauabschnitten die Grabungsarbeiten bereits abgeschlossen waren, wurde für diese Abschnitte der Baustopp aufgehoben. Im dritten Bauabschnitt, der 12 Prozent des Baugrundstücks umfasste und in dem sich die meisten menschlichen Überreste befanden, durfte weiter nicht gegraben werden. Dem Bauherrn und den israelischen Behörden wurde auferlegt, gegenüber dem Gericht zu begründen, warum der Bauplan nicht so geändert werden soll, dass dieser dritte Bauabschnitt unberührt bleibt.[39]

Zunächst übertrug das Oberste Gericht den Fall zur Mediation an Meir Schamgar, einen seiner früheren Präsidenten. Das siebenmonatige Mediationsverfahren scheiterte, da sich die muslimischen Kläger jedem Kompromiss verweigerten, der einen Bau des Museums auf dem Mamilla-Friedhof vorsah. Das Gericht forderte den Bauträger auf, Vorschläge zu unterbreiten, wie mit den Gräbern im dritten Bauabschnitt umzugehen sei. Das Museum schlug zwei Möglichkeiten vor. Die erste sah die Umbettung der menschlichen Überreste auf Kosten des Museums vor, die unter der Aufsicht muslimischer Geistlicher erfolgen sollte. Der zweite Vorschlag beinhaltete die Bebauung des dritten Abschnitts in der Weise, dass nicht tief gegraben wird und dass zwischen dem Erdboden und der Unterseite des Gebäudes ein Hohlraum verbleibt, ohne Kontakt des Gebäudes mit den Gräbern darunter. Auf den Bau einer dort vorgesehenen Tiefgarage wurde zugunsten einer Lösung mit weniger Parkraum an einer anderen Stelle des Baugrundstücks verzichtet.
Am 29. Oktober 2008 entschied das Oberste Gericht, dass der Bau des Museums unter Auflagen fortgesetzt werden könne. Das Museum habe dabei einen respektvollen Umgang mit den menschlichen Überresten sicherzustellen. Dabei könne das Museum einen seiner eigenen Vorschläge umsetzen, die Umbettung, mit der Möglichkeit eine Tiefgarage zu errichten, oder den Bau mit minimalen Eingriffen in das Erdreich und einer über dem Boden schwebenden Konstruktion. Die Zahl der Gräber wurde von der Altertumsbehörde noch auf bis zu 1000 geschätzt, von denen 400 Gräber bereits ausgegraben oder freigelegt wurden. Das Oberste Gericht hat die von islamischen Geistlichen unter der britischen Mandatsverwaltung befürworteten Bauvorhaben, darunter das Palace Hotel, als Beweis dafür genommen, dass das islamische Recht eine Bebauung von Friedhöfen erlaubt, wenn sie im öffentlichen Interesse liegt. Als vor Jahrzehnten Parkplatz, Unabhängigkeitspark und andere Gebäude auf dem Friedhofsareal entstanden, habe es keine nennenswerten muslimischen Proteste gegeben. Zudem seien die Jerusalemer Muslime selbst nicht sonderlich respektvoll mit dem Gelände umgegangen.
Der israelische Politologe Yitzhak Reiter sieht die Entscheidung des Obersten Gerichts aus mehreren Gründen als problematisch an:
- das Gericht hat die freigelegten Gräber auf der Baustelle des Museum der Toleranz so beurteilt, als handele es sich um zufällig freigelegte und zuvor verborgene einzelne Bodenfunde. Tatsächlich ist der Mamilla-Friedhof ein lange bekannter historischer Friedhof mit etwa 1000 Gräbern im von den Bauarbeiten betroffenen Bereich;
- das Oberste Gericht hat nicht erkannt, dass die Fatwa zur Freigabe des Geländes für die Einrichtung eines öffentlichen Parks und nicht für den Bau von Gebäuden und tiefe Erdarbeiten galt;
- das Urteil rügte die späte Intervention der muslimischen Kläger und versäumt anzuerkennen, dass bereits 1950, 1958 und Mitte der 1980er Jahre von muslimischer Seite gegen Bauarbeiten auf dem Mamilla-Friedhof protestiert wurde;
- anders als die meisten Projekte zum Bau wichtiger Infrastrukturen kann das Museum an einem anderen Ort gebaut werden;
- ein wichtiges Argument für den Bau an diesem Ort, die einen Ort prägende architektonische Wirkung der Bauten Frank Gehrys, wurde mit seinem Rückzug aus dem Projekt hinfällig.[41]

### Nach dem Gerichtsverfahren
Von November bis Dezember 2008 wurden von israelischen Archäologen die noch verbliebenen Gräber unter dem größten Teil der Baustelle beseitigt, ohne dass dafür eine Grabungsgenehmigung der Altertümerbehörde vorgelegen hätte. Im ersten Quartal 2009 folgte eine genehmigte Ausgrabung auf dem Teilbereich mit den meisten Gräbern. Dabei wurde auch ein eisenzeitlicher Aquädukt freigelegt. 2010 erklärte der Bauherr, dass die Knochen aus den Gräbern „auf respektvolle Weise“ auf einem muslimischen Friedhof wiederbestattet worden seien. Der Ort wurde zunächst verschwiegen. Nach anonymen Hinweisen an die Presse erklärte das Museum, dass die Knochen auf einem Teil der umzäunten Baustelle beigesetzt wurden, der nach dem Ende der Bauarbeiten nicht zum Museumsgelände, sondern zum Mamilla-Friedhof gehören soll. 2012 behauptete Marvin Hier gegenüber den Medien, dass es seit einem Jahr keine muslimischen Gräber auf dem Museumsgelände mehr gebe. Gleichwohl wurden 2012 und 2014 weitere Ausgrabungen durchgeführt.
In den auf das Urteil folgenden Jahren zeigte sich, dass die Gegner des Museumsbaus die Entscheidung des Obersten Gerichts nicht hinnehmen wollen. Die Gruppe von 70 israelischen Akademikern, die vor dem Obersten Gericht für den Schutz des Mamilla-Friedhofs eingetreten war, begann eine öffentliche Kampagne gegen das Museum, die jedoch in der israelischen Öffentlichkeit wenig Resonanz fand. Zeitgleich begannen palästinensische Bürgerrechtsorganisationen mit einer internationalen Kampagne, in der sie den Streit um den Mamilla-Friedhof als Teil der israelischen Politik der Auslöschung muslimischen kulturellen Erbes darstellten. Sie konnten 60 muslimische Würdenträger aus Ostjerusalem aufbringen, deren Verwandte auf dem Mamilla-Friedhof begraben waren. Die Internet-Kampagne führte zu Dutzenden kritischen Medienartikeln und erbrachte Tausende Unterschriften unter eine Online-Petition gegen das Museum der Toleranz. 2010 bis 2011 fanden fast wöchentlich Mahnwachen am Mamilla-Friedhof statt, zu denen jedoch nur wenige Dutzend Teilnehmer erschienen. Einige Aktivisten wurden von der israelischen Polizei oder dem Inlandsgeheimdienst Schin Bet mit Platzverweisen belegt, die Teilnehmer der Demonstrationen wurden während der Veranstaltungen und darüber hinaus von Polizei und Geheimdienst überwacht. In dieser Zeit wurden zwei Mal von den israelischen Behörden Grabsteine auf dem Friedhof zerstört oder entfernt. Den Protesten schlossen sich Architekten, die UN-Menschenrechtskommission und die Central Conference of American Rabbis an.
Das US-amerikanische Center for Constitutional Rights konnte eine am 19. März 2010 verabschiedete Resolution des UN-Menschenrechtsrats erwirken, in der Israels Handeln in den besetzten Gebieten kritisiert, der Bau des Museums für illegal erklärt, und Israel zum Stop der Bauarbeiten aufgefordert wurde. Eine weitere Petition wurde im Januar 2011 an die UNESCO gerichtet. Dessen ungeachtet genehmigte das israelische Innenministerium im Juli 2011 die Baupläne für das Museum. Der Jerusalemer Bürgermeister Nir Barkat und Ministerpräsident Benjamin Netanjahu versicherten dem Simon Wiesenthal Center ihre Unterstützung. Im Mai 2012 wurden neue Verträge zwischen dem Museumsträger und der Stadt Jerusalem abgeschlossen. In der Sitzung des Stadtrats stimmten nur sechs von 31 Stadträten dem Verträgen zu, drei stimmten dagegen und die übrigen enthielten sich oder verließen während der Abstimmung den Saal.
Bereits 2007 hatte die Stadtverwaltung von Jerusalem dem Northern Islamic Movement auf Antrag gestattet, die Gräber auf dem verbleibenden Teil des Mamilla-Friedhofs zu pflegen. Im Zuge dieser Arbeiten wurden zahlreiche neue Grabsteine aufgestellt. Die neuen Grabsteine wurden von den israelischen Behörden nach ihrer Entdeckung wieder entfernt. Die israelischen Behörden betrachten die Aufstellung der neuen Grabsteine als eine illegale Invasion auf einem Grundstück, das dem Staat Israel gehört. Die Aktivisten wiesen diese Vorwürfe wiederum als israelische Lügen zurück. Sie vertreten die Auffassung, dass die neu errichteten Grabsteine auf tatsächlich existierenden Gräbern errichtet wurden, und lediglich früher vorhandene Grabsteine ersetzten.
Es ist ungeklärt, ob die öffentlichen Proteste gegen das Museum die folgenden Entwicklungen ausgelöst oder zu ihnen beigetragen haben. Zunächst wurde offenbar, dass das Simon Wiesenthal Center das anvisierte Spendenziel von 200 Millionen US-Dollar verfehlen würde. Frank Gehry zog sich 2010 aus dem Projekt zurück, seinen Angaben zufolge wegen Terminproblemen, und steht auch nicht mehr mit dem Simon Wiesenthal Center in Verbindung. Es wurde ein weniger ehrgeiziger und kostengünstigerer Bau in Auftrag gegeben. Der neue Plan wurde im September 2010 von dem Architektenbüro Chyutin aus Givʿatajim vorgelegt und umfasst einen Komplex mit einer Nutzfläche von 46.000 Quadratmetern, die sich über drei oberirdische und drei unterirdische Stockwerke erstreckt. Die Fertigstellung sollte 2015 erfolgen und die Baukosten gegenüber dem Entwurf Gehrys für 250 Millionen nur noch 100 Millionen US-Dollar betragen. Die Baugenehmigung für das Museum wurde im Juli 2011 vom israelischen Innenministerium erteilt. Im September 2011 zog sich das Architektenbüro Chyutin wegen Differenzen bei der Planung aus dem Projekt zurück. Der Bau wurde auf der Grundlage der Pläne Chyutins von einem dritten Architekten übernommen.
Die Auseinandersetzungen um das Museum der Toleranz hatten auch Auswirkungen auf andere Bauprojekte auf dem Mamilla-Friedhof, die zuvor unumstritten waren. 2009 wollte die israelische Regierung auf dem Standort einer Schule, die wiederum auf einem Teil des Mamilla-Friedhofs errichtet wurde, ein neues Justizzentrum bauen, das alle Gerichte Jerusalems in einem Gebäudekomplex zusammenfassen sollte. Anfang 2009 wurde in der israelischen Presse berichtet, dass die Präsidentin des Obersten Gerichts, Dorit Beinisch, das Neubauprojekt überdenken wolle. Später wurde für das Bauprojekt ein anderer Ort gewählt, der Bauplatz auf dem Schulgelände ist für ein anderes Projekt vorgesehen.

### Positionen
Der Kampf um das Museum der Toleranz wurde von Befürwortern und Gegnern mit Erbitterung geführt. Beide Seiten griffen in der öffentlichen Auseinandersetzung auf frei erfundene, verfälschte oder entstellend verkürzte Angaben zurück, um ihre eigene Position zu stärken oder den Gegner zu diffamieren. Zu den wenigen ausgleichenden Stimmen gehörte 2002 der israelische Historiker Raphael Israeli, der in einer Arbeit über das geteilte Jerusalem Empathie für die ihrer Heimat beraubten Araber ausdrückte. Israeli nannte dabei neben der Zerstörung palästinensischer Dörfer am Stadtrand von Jerusalem die Zerstörung, Judaisierung oder Umnutzung vieler Moscheen, Friedhöfe, Mausoleen populärer Heiliger und anderer Kulturgüter, unter denen der Mamilla-Friedhof das bekannteste Beispiel sei. Wenige Jahre später gehörte er zu den entschiedenen Befürwortern des Museums der Toleranz. Die Konfliktforscherin Eve Spangler vom Boston College reiht die Vorgänge um den Mamilla-Friedhof in eine Serie von Beispielen rassistischer Übergriffe gegenüber Palästinensern ein, die, wären sie gegen Juden verübt worden, einen Aufschrei der Empörung ausgelöst hätten. Der deutsche Politikwissenschaftler und Historiker Götz Aly sieht das Museumsprojekt als symbolische Provokation einer schwachen israelischen Regierung, die politisches Handeln ersetzt und den Gedanken der Toleranz desavouieren wird. Das Bauprojekt wird von vielen Kritikern als der Versuch gesehen, historische Zeugnisse der islamischen Kultur in Jerusalem durch neu konstruierte Belege für jüdisches Leben in der Stadt zu ersetzen. Eine futuristische Darstellung der Koexistenz werde auf den Überresten der multikulturellen Vergangenheit errichtet. Dem US-amerikanischen Historiker Erik Freas zufolge zeigt der Bau des Museum der Toleranz, dass das Heritage manufacturing, das Fabrizieren historischen Erbes, in Israel keine Randerscheinung ist. Durch das selektive Hervorheben jüdischen kulturellen Erbes und die systematische Vernachlässigung und Vernichtung des kulturellen Erbes von Muslimen und Christen will der Staat Israel sich zusätzlich legitimieren und das Judentum gegenüber den anderen Religionen hervorheben.
Von den Beteiligten werden in vielerlei Zusammenhängen unterschiedliche Angaben gemacht. Beispiele sind die Angaben zur Belegung des Friedhofs. Während die palästinensische Seite behauptet, der Friedhof sei bis 1948 durchgehend in Benutzung gewesen (es wurden aber seit 1927 nur noch ausnahmsweise Bestattungen durchgeführt, um Ehepaare oder Familien gemeinsam zu bestatten), berufen sich das Simon Wiesenthal Center und seine Unterstützer auf die 1927 vom Obersten Islamischen Rat beschlossene Einstellung der Nutzung und erwecken wider besseres Wissen den Eindruck, es habe seither keine Beisetzungen auf dem Mamilla-Friedhof gegeben. Das SWC beruft sich auf die vorgeblich unanfechtbare Fatwa des Qādī Taher Hammad, obwohl offensichtlich ist, dass die Voraussetzung des Zerfalls aller sterblichen Überreste zu Staub niemals erfüllt war. Dabei täuscht auch das SWC die Öffentlichkeit, indem es die ohnehin unwirksame Fatwa, die keine Erdarbeiten zuließ, als Genehmigung für die uneingeschränkte Nutzung des Mamilla-Friedhofs als Bauland heranzieht. Das SWC weist die Kritik islamischer Kleriker und Rechtsgelehrter zurück und beansprucht für sich und für die von ihm beauftragten (jüdischen) Islamwissenschaftler die höhere Kompetenz in der Auslegung islamischen Rechts. Die Palästinenser verschweigen meist, dass bereits unter osmanischer Herrschaft im 19. Jahrhundert muslimische Friedhöfe in Jerusalem als Bauland genutzt wurden, dass diese Praxis bis zum Ende der Mandatszeit bestand, und dass in islamischen Staaten die Einebnung von Friedhöfen zugunsten von Bauprojekten durchaus üblich ist. Während das Simon Wiesenthal Center sich umfangreich seiner Bemühungen um weltweite Toleranz rühmt, weist die palästinensische Seite zutreffend darauf hin, dass es dabei um Toleranz gegenüber Juden geht, dass die Palästinenser im Museum der Toleranz in Los Angeles nicht vorkommen, und dass sie auch im Museum der Toleranz in Jerusalem keine Rolle spielen werden.
Die Zerstörung der Gräber erfolgt der palästinensischen Seite zufolge, um die Spuren christlichen und muslimischen Lebens in der Innenstadt von Jerusalem auszulöschen einen Staat mit ausschließlich jüdischer Identität zu konstruieren, und alles Palästinensische zu zerstören. Der US-amerikanisch-palästinensische Historiker Rashid Khalidi warf der israelischen Regierung moralisches Versagen vor, da sie in der Vergangenheit gegen die Entweihung jüdischer Gräber auf dem Ölberg protestiert hatte, als Ostjerusalem unter jordanischer Verwaltung stand. Das Simon Wiesenthal Center, die israelische Regierung, die Stadtverwaltung von Jerusalem und ihre Unterstützer machen geltend, dass die Kritiker des Museums den Konflikt um den Bau dazu nutzen, ihrer israelkritischen politischen Haltung eine Plattform zu geben. Ein beträchtlicher Teil der Opposition kommt tatsächlich von palästinensischen Nationalisten, die die „Entweihung“ des Mamilla-Friedhofs als Vorwand zum Propagieren ihres palästinensischen Nationalismus nutzen. Die Positionen der einander unversöhnlich gegenüber stehenden Parteien werden in einer 2010 erschienenen Ausgabe des US-amerikanischen Magazins Critical Inquiry deutlich. Die Zeitschrift veröffentlichte unter dem Titel The Architecture of Erasure eine umfangreiche Kritik an dem Bauvorhaben durch Saree Makdisi, Professor für Englisch und vergleichende Literaturwissenschaft an der University of California, Los Angeles. Das Heft enthält mehrere Entgegnungen, von Marvin Hier als Leiter des Simon Wiesenthal Center, dem Historiker Raphael Israeli, Frank Gehry, dem Gehry-Biografen Jeremy Gilbert-Rolfe und weiteren Fachleuten.

### Heutiger Zustand
Auf dem verbleibenden Rest des Mamilla-Friedhofs sind nur noch wenige Dutzend Grabsteine erhalten, die meisten sind umgestürzt, zerbrochen und in dichtem Gestrüpp verborgen. Die Inschriften wurden oft von Vandalen übermalt, überzementiert oder zerschlagen. Nur wenige der historischen Gräber befinden sich in einem guten Zustand. Instandsetzungsmaßnahmen der israelischen Behörden waren auf den Erhalt des antiken Mamilla-Beckens und der heute im Unabhängigkeitspark liegenden byzantinischen Zisterne ausgerichtet. Die Zeugnisse von Jahrhunderten islamischer Kultur wurden demgegenüber dem Verfall preisgegeben oder zielgerichtet zugunsten von Stadtentwicklungsmaßnahmen beseitigt.

## Höhlen

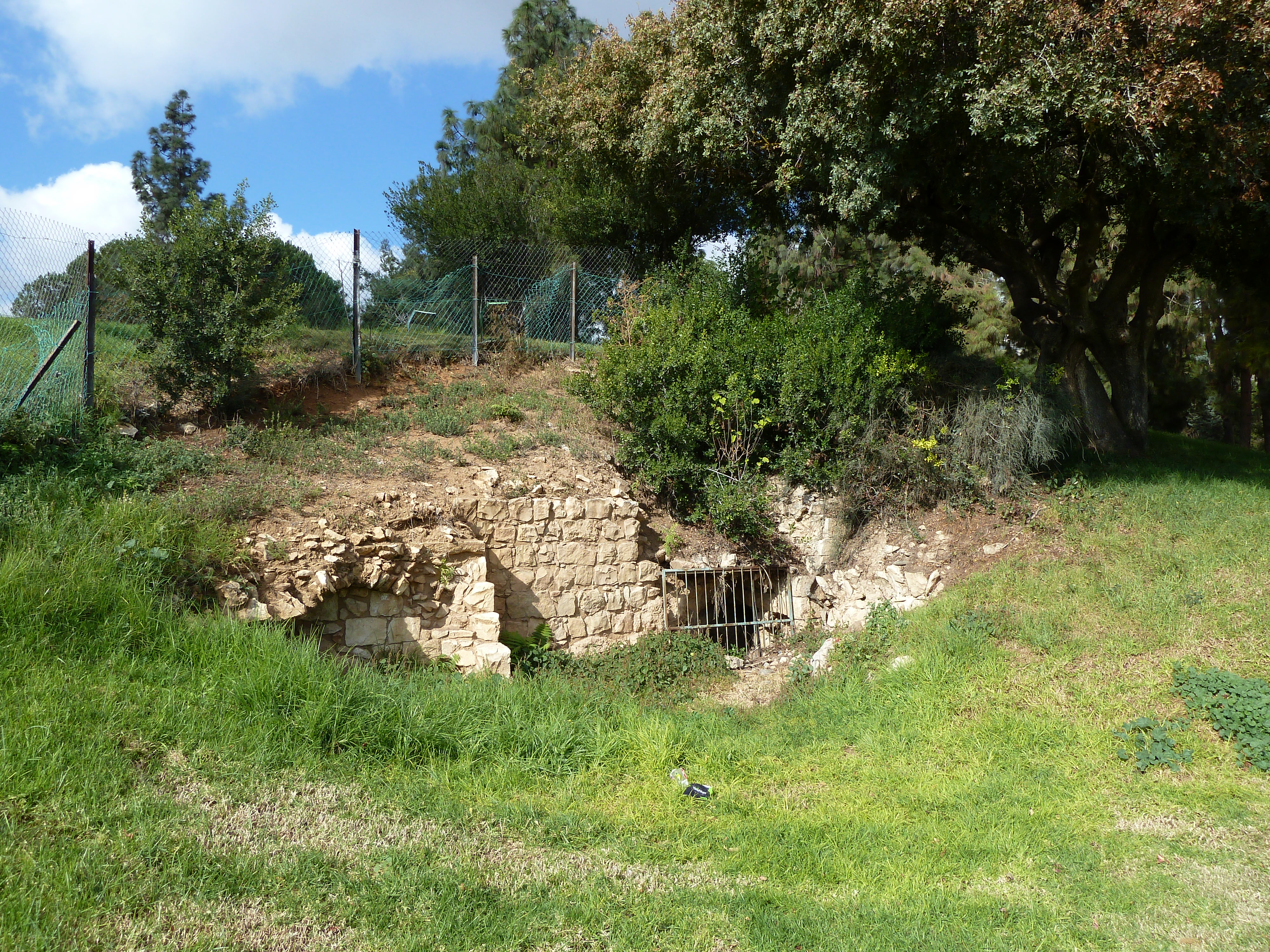
Löwenhöhle im Unabhängigkeitspark, 2011

Westlich des heute verbliebenen Friedhofsgeländes, im Unabhängigkeitspark, befinden sich drei Höhlen. Mehrere mittelalterliche muslimische Legenden thematisieren die Märtyrerhöhle (Shuhada cave) und bringen sie mit der Bestattung von Tausenden ermordeter Einwohner nach der Eroberung von Jerusalem durch die Sassaniden im Jahr 614, oder mit den Gebeinen der im Jahr 1099 bei der Einnahme Jerusalems von den Kreuzrittern getöteten Muslime in Zusammenhang. Die Berichte von Historikern des Mittelalters und einige archäologische Befunde beziehen sich möglicherweise zum Teil auf andere Grabhöhlen im Stadtteil Mamilla, die nicht mit dem Mamilla-Friedhof in Zusammenhang stehen.
Um 1950 erfand ein Generaldirektor des Ministeriums für Religionsausübung eine neue Geschichte um Juden, die im Kampf der Makkabäer gegen das Seleukidenreich starben. Seine vorgebliche Überlieferung beinhaltete einen Löwen, der die Gebeine bewachte und von dem die muslimische Märtyrerhöhle den jüdischen Namen „Löwenhöhle“ bekam. Der betreffende Beamte widmete in ähnlicher Weise viele weitere religiöse Stätten der Muslime in heilige Stätten des Judentums um, da die im jordanisch besetzten Teil Jerusalems gelegenen Stätten von 1948 bis 1967 für Juden nicht erreichbar waren. Darüber hinaus waren diese Umwidmungen der Versuch, einerseits die muslimische Geschichte auszulöschen, und andererseits für die jüdische Präsenz eine historische Legitimation zu konstruieren. Die Eröffnung der „Löwenhöhle“ erfolgte im Jahr 1954, doch die Maßnahme wurde von Kritik in der Öffentlichkeit begleitet, und die Höhle wurde vom religiösen Establishment als offenkundige Erfindung eines eifrigen Beamten zurückgewiesen. Sie wurde rasch wieder bedeutungslos, zumal die heiligen Stätten in Ostjerusalem seit 1967 unter israelischer Verwaltung stehen.

## Architektur

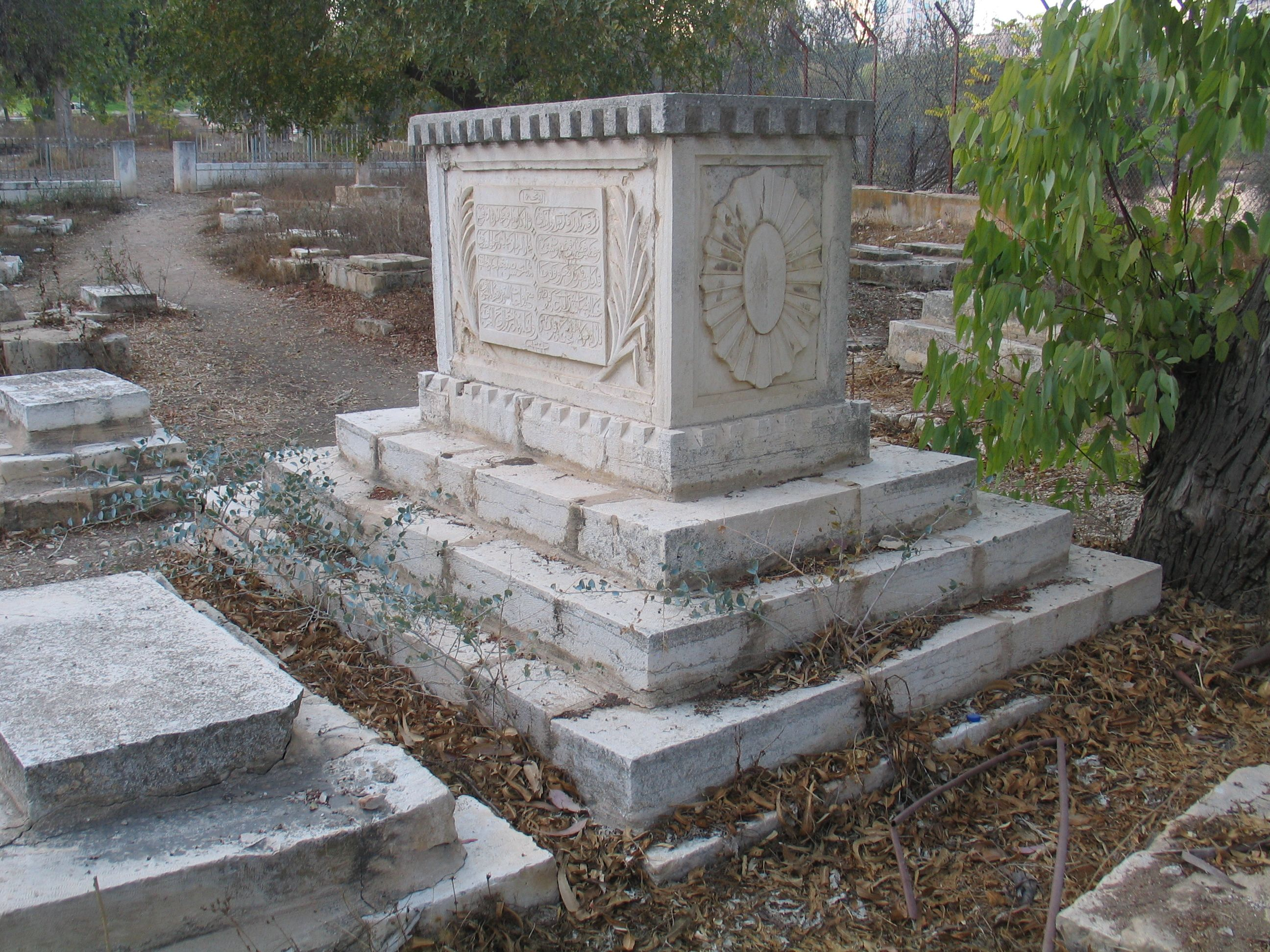
Grab von Hasan al-Nashashibi, verstorben 1903, gegenüber dem Waldorf Astoria Jerusalem

Über das Gelände des Friedhofs verteilt waren zur Zeit Mujir al-Dins mehrere Bereiche für besondere Gruppen vorgesehen, darunter einer für die Anhänger von Abū Yazīd Taifūr ibn ʿĪsā al-Bistāmī, einem sufischen Mystiker des 9. Jahrhunderts. Von den Gräbern ist nur noch eines erhalten.

### Zaouia al-Qalandariyya
Mujir al-Din berichtete 1495 noch von drei Mausoleen. Ihm zufolge wurde eine byzantinische Kapelle, die als Rotes Kloster bekannt war, in eine Zaouia mit dem Namen al-Qalandariyya umgebaut. Das um 1387 bis 1398 errichtete Bauwerk stürzte 1487 oder 1488 ein. An seinem Standort wurde Ende der 1920er Jahre das Palace Hotel (heute Waldorf Astoria Jerusalem) errichtet.

### Zaouia al-Kubakiyya

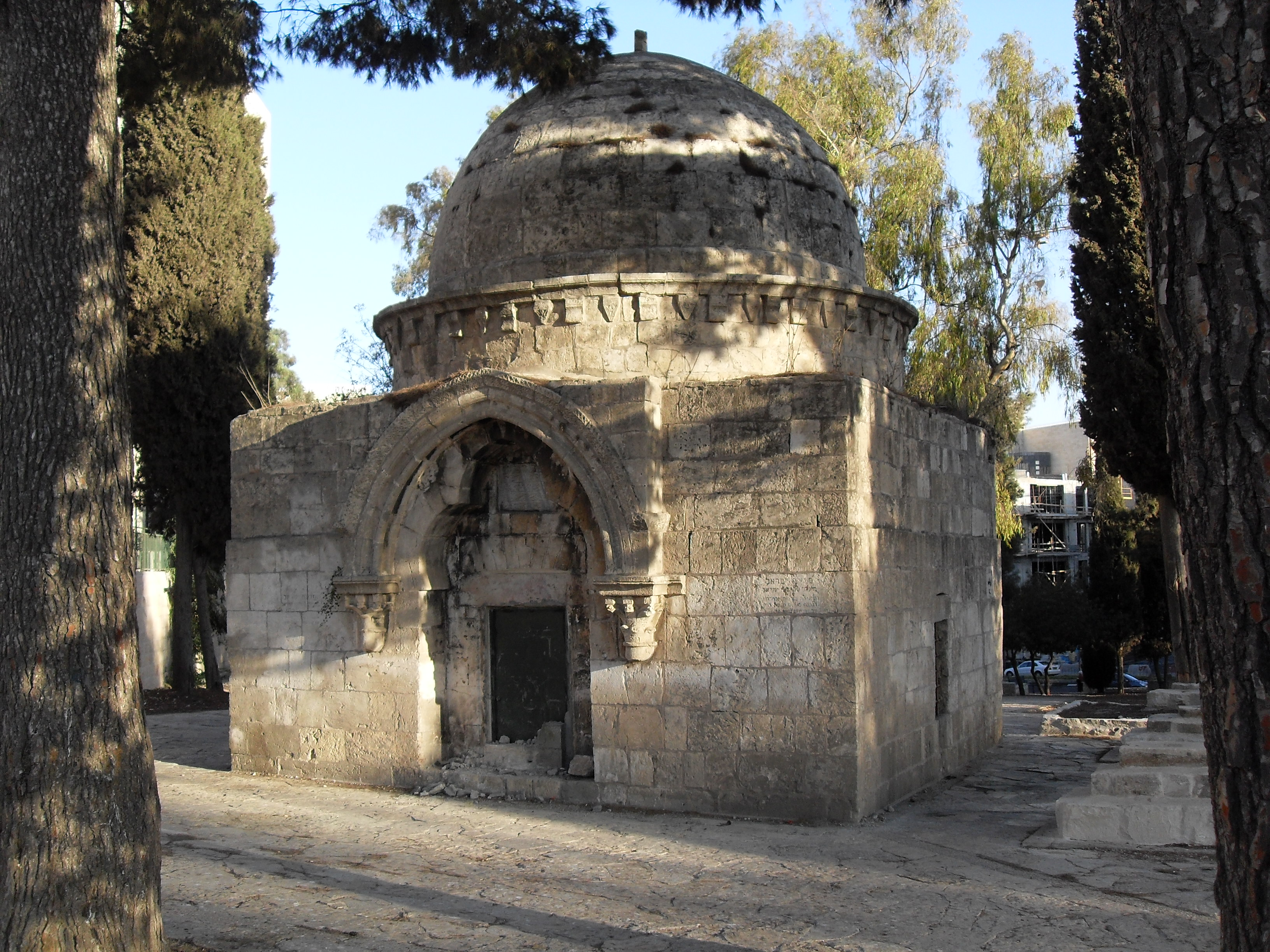
Zaouia al-Kubakiyya

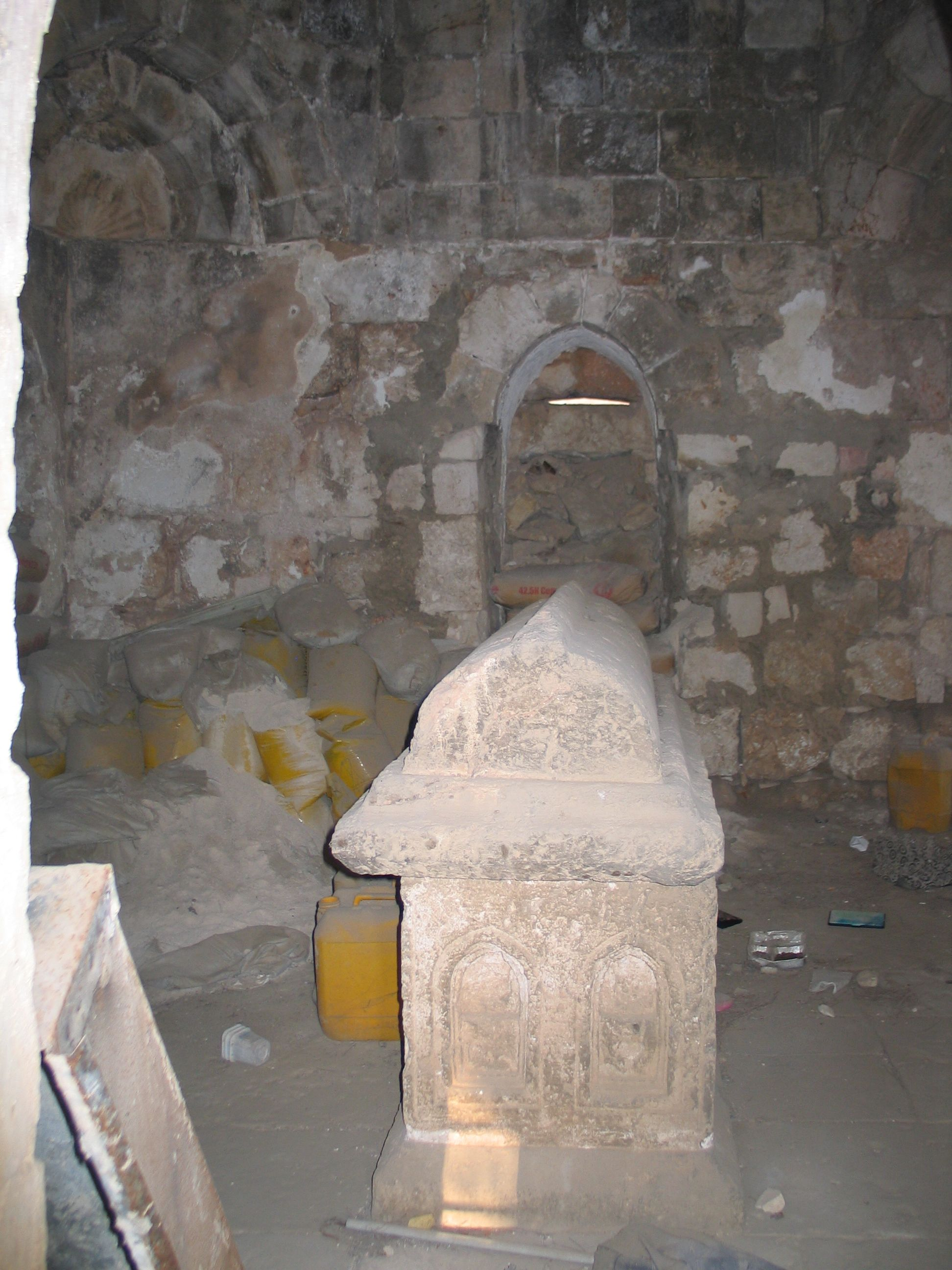
Innenraum mit Sarkophag

Am östlichen Ende des Mamilla-Friedhofs befindet sich das freistehende Mausoleum des Emirs ʿAlāʾ al-Dīn Aydughdī al-Kubakī (al-Kebekiyeh oder Zaouia al-Kubakiyya). Al-Kubakī war von Baibars I. 1266 zum Gouverneur des von den Tempelrittern zurückeroberten Safed ernannt worden. Später wurde er von Qalawun zum Gouverneur von Aleppo ernannt, übte dieses Amt aber nur von 1279 bis Oktober 1280 aus. Anschließend wurde er inhaftiert, wieder freigelassen und in den Ruhestand nach Jerusalem geschickt, wo er 1289 starb.
Der Bau mit einem quadratischen Grundriss von etwa sechs mal sechs Meter hat einen zylindrischen Aufsatz, der aus vier Steinlagen besteht, und am oberen Rand ein umlaufendes vorstehendes Gesims mit Höhlung aufweist. Der Zylinder ist nach oben mit einer Kuppel abgeschlossen. Drei Wände des Mausoleums weisen Fenster auf, die nach Nordwesten gerichtete Wand den Eingang. Das Tympanon wird von einem liegenden, unten offenen Dreipass geschmückt, in dessen oberem Kreisbogen sich eine rechteckige Kartusche mit einer Widmung befindet. Die Widmung in arabischer Schrift nennt den Namen des Verstorbenen und seinen Todestag, den 5. Ramaḍān 688 (22. September 1289). Ein großer Entlastungsbogen, dessen Enden auf zwei Konsolen in Höhe der Oberkante der Tür ruhen, ist über dem Eingang angebracht. Die Tür und die Fenster wurden von der Stadtverwaltung 1975 verschlossen, um Obdachlosen den Zugang zu verwehren. Zwei einfache steinerne Bänke, die den Eingang flankierten, sind vor wenigen Jahren entfernt worden. In der Mitte des Innenraums befindet sich ein steinerner Sarkophag. In der nach Mekka gerichteten Wand befindet sich zwischen zwei Fenstern neuerer Zeit ein schlichter Mihrāb, die Fensternischen schließen mit Spitzbögen nach oben ab. Von innen betrachtet zeigt sich, dass der Übergang vom quadratischen Grundriss des Mausoleums zum zylindrischen Aufsatz in zwei Stufen erfolgt, vom Quadrat über ein Oktagon zum Kreis.
Das Mausoleum verbindet Elemente der Architektur der Kreuzritter und der Mamluken. Der Bogen über dem Eingang, die nun fehlenden Steinbänke zu seinen Seiten und die Widmung über der Tür sind typische Elemente der Architektur der Mamluken. Demgegenüber sind die Spitzbögen über den Fenstern, der Dreipass außen über der Tür, die Konsolen als Abschluss des Entlastungsbogens, das Gesims mit Höhlung und der Sarkophag im Inneren Spolien – im materiellen oder ideellen Sinn – die der Architektur der Kreuzritter entnommen wurden. Die islamische Bevölkerung Jerusalems dürfte die Bedeutung al-Kubakīs im Kampf gegen die Kreuzritter gekannt haben. Insofern ist die Verwendung von Elementen der Kreuzritter-Architektur auch als Symbol des Triumphs des Islam über die christlichen Eroberer zu verstehen.
Die am weitesten gehenden Spekulationen zur Baugeschichte des Mausoleums nennen eine frühchristliche Kapelle, die der heiligen Mamilla gewidmet war. An ihrer Stelle wurde zur Zeit der Kreuzzüge eine Grabkapelle errichtet, in der die verstorbenen Chorherren vom Heiligen Grab bestattet wurden. Die Außenmauern dieser Kapelle wurden am Ende des 13. Jahrhunderts genutzt, um das Mausoleum des al-Kubakī zu errichten. Die gesamte Pforte stammt demnach aus christlicher Zeit.

### Grabmal des Sheikh Ahmad al-Dajani

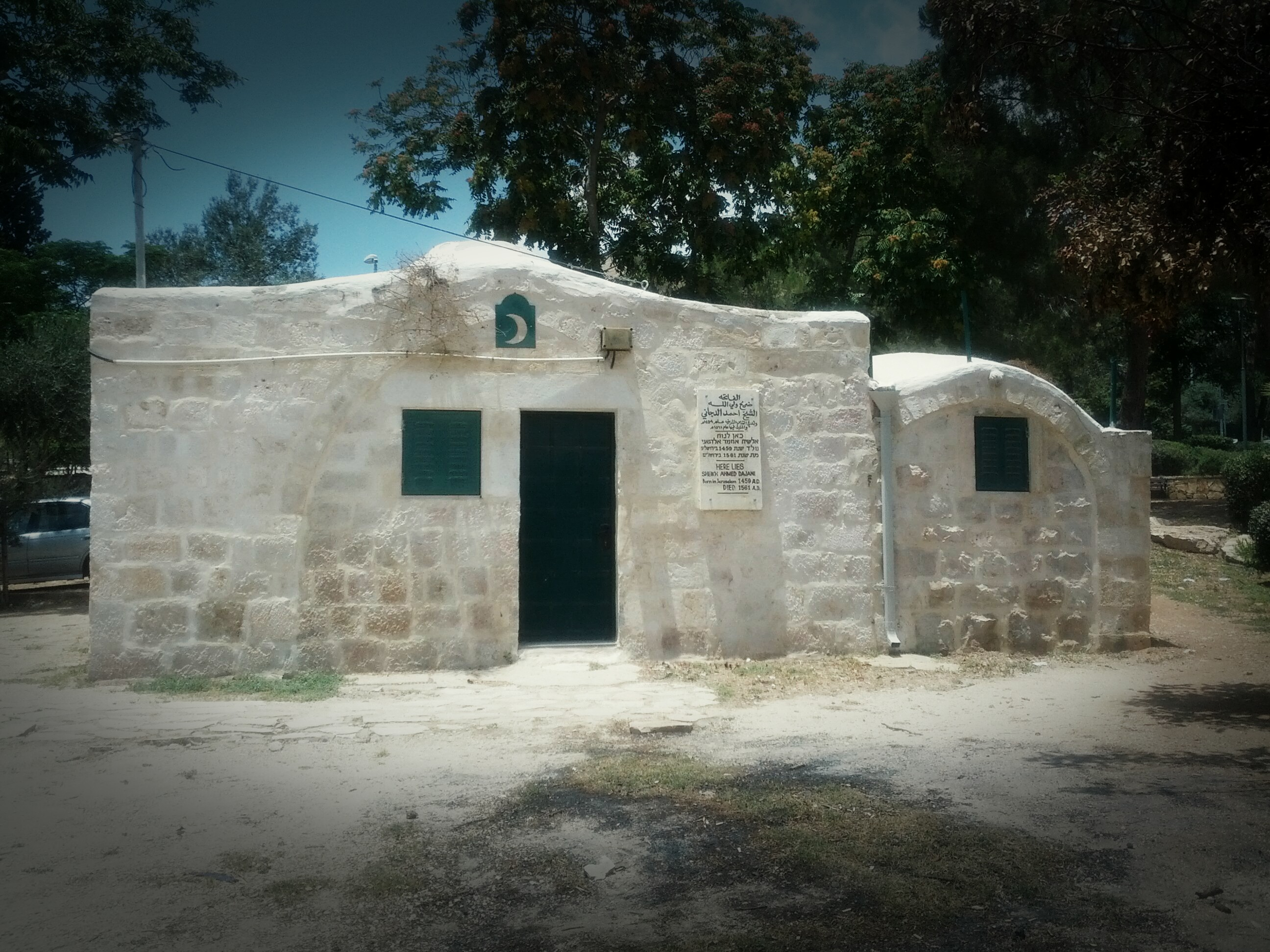
Grabmal des Sheikh Ahmad al-Dajani

Am südwestlichen Rand des Unabhängigkeitsparks befindet sich das Grabmal des Sheikh Ahmad al-Dajani (angeblich 1459–1561). Al-Dajani wird in einigen Quellen wegen seiner Verwandtschaft mit ʿAlī ibn Abī Tālib als Nachfahre des Propheten Mohammad bezeichnet. Der Überlieferung zufolge war er ein bedeutender Gelehrter und ein Sufimeister mit vielen Schülern. Einer Urkunde des Scharia-Gerichts aus dem Jahr 1560 zufolge wurde Sheikh Ahmad al-Dajani von Süleyman I. mit der Aufsicht über das neu entdeckte Davidsgrab beauftragt. Diese Aufgabe ging auf seine Nachkommen über, die mit al-Dajani beginnend den Namenszusatz al-Daoudi führten. Bis zur Unabhängigkeitserklärung Israels im Jahr 1948 lebten Mitglieder der Familie in unmittelbarer Nähe des Davidsgrabs.
Das Mausoleum al-Dajanis stammt aus der Mitte des 16. Jahrhunderts. Auf Fotografien aus dem Jahr 1933 ist noch ein Anbau zu sehen, der heute nicht mehr existiert. Die 1945 vom Obersten Rat der Muslime erstellte Liste der Gräber auf dem Mamilla-Friedhof führte noch mehrere Gräber der Familie al-Dajani in unmittelbarer Nähe des Mausoleums auf, darunter Gräber zweier Söhne al-Dajanis aus dem 16. Jahrhundert. Heute gibt es keine Hinweise mehr auf diese Gräber. Das Gebäude wurde 1986 von einem Kriminellen, so die Familie al-Dajani, widerrechtlich besetzt. Der Besetzer entfernte den Sarkophag, hängte Spiegel an die Wände und eröffnete eine Gaststätte. Erst 2012 erlangte die Familie nach langen juristischen Auseinandersetzungen wieder die Kontrolle über das Mausoleum und renovierte es auf eigene Kosten. Bei der Renovierung wurde ein neuer Grabstein gesetzt, das Mausoleum bleibt seither verschlossen.

### Grabstein des Sheikh Abdallah al-Qureishi
Nur wenige Meter vom Grabmal des Sheikh Ahmad al-Dajani entfernt befindet sich der Grabstein des Sheikh Abdallah al-Qureishi. Der um 1150 in Algeciras geborene al-Qureishi kam von Spanien über Ägypten nach Jerusalem und unterrichtete dort als Sufimeister mehr als 600 Schüler. Nach seinem Tod im Jahr 1202 wurde er auf dem Mamilla-Friedhof beigesetzt. Al-Qureishis Ruf als einer der bedeutendsten Sufis seiner Zeit führte dazu, dass sein Grab rasch zur Pilgerstätte wurde und bei Mujir al-Din und anderen Historikern Erwähnung fand. Der Grabstein Sheikh Abdallah al-Qureishis ist ein besonderes Zeugnis islamischer Sepulkralkultur. Er wurde irgendwann vom eigentlichen Grab, unmittelbar neben dem Standort des Museums der Toleranz, hierhin verlegt.
Während gewöhnliche Grabsteine nur die al-Fātiha, den Namen des Verstorbenen, eine ihm gewidmeten Segensformel und sein Todesjahr enthalten, weisen manche Inschriften zudem einen Vers des Koran auf. Nur besonders bedeutende Persönlichkeiten wurden mit einem Grabstein geehrt, der den Verstorbenen in poetischen Versen würdigt. Das Grab al-Qureishis wurde historischen Berichten zufolge 1332 revoviert. Der heute vorhandene Grabstein stammt aus dem Jahr 1557 und enthält sechs Verse zu Ehren al-Qureishis, in denen ausdrücklich auf den Mamilla-Friedhof als seine Ruhestätte hingewiesen wird. Obwohl al-Qureishi ein Araber war, und lange vor der Eroberung Jerusalems durch die Osmanen starb, ist die Inschrift in türkischer Sprache gehalten. Das spiegelt die osmanische Tradition wider, die Gräber von Sufimeistern und anderen bedeutenden islamischen Gelehrten als heilige Orte zu Wallfahrtszielen zu machen, und die Gräber entsprechend zu pflegen und auszustatten.

### Mamilla-Becken

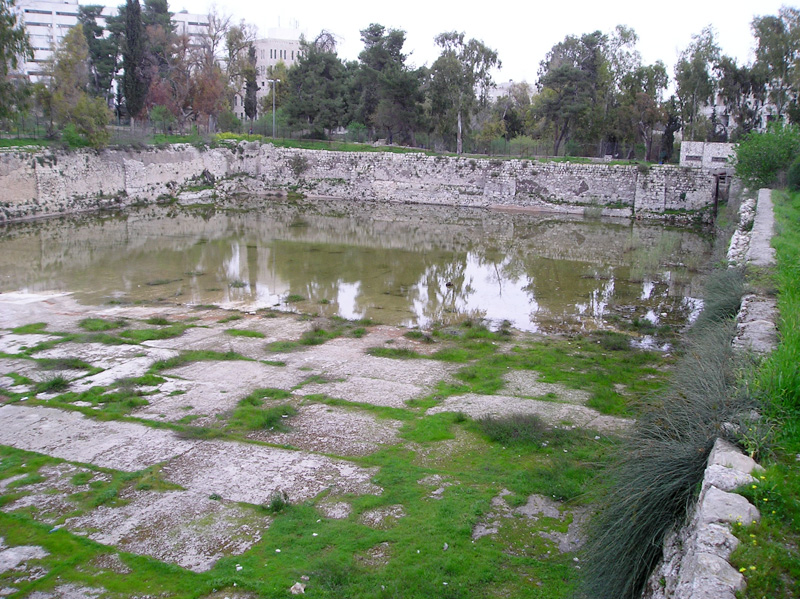
Mamilla-Becken, 2005

Im Zentrum des noch erhaltenen Teils des Friedhofs befindet sich das Mamilla-Becken, ein nach unterschiedlichen Angaben 89 bis 97 Meter langes, 59 bis 65 Meter breites und sechs Meter tiefes antikes Wasserbecken. In der Regenzeit wurde es vom Wasser gespeist, das von den umliegenden Hügeln herabfloss. Es diente wahrscheinlich als Speicher für die Wasserversorgung von Jerusalem und war unterirdisch und über Aquädukte mit dem Hiskija-Becken und dem Sultan’s Pool verbunden.

### Byzantinische Zisterne

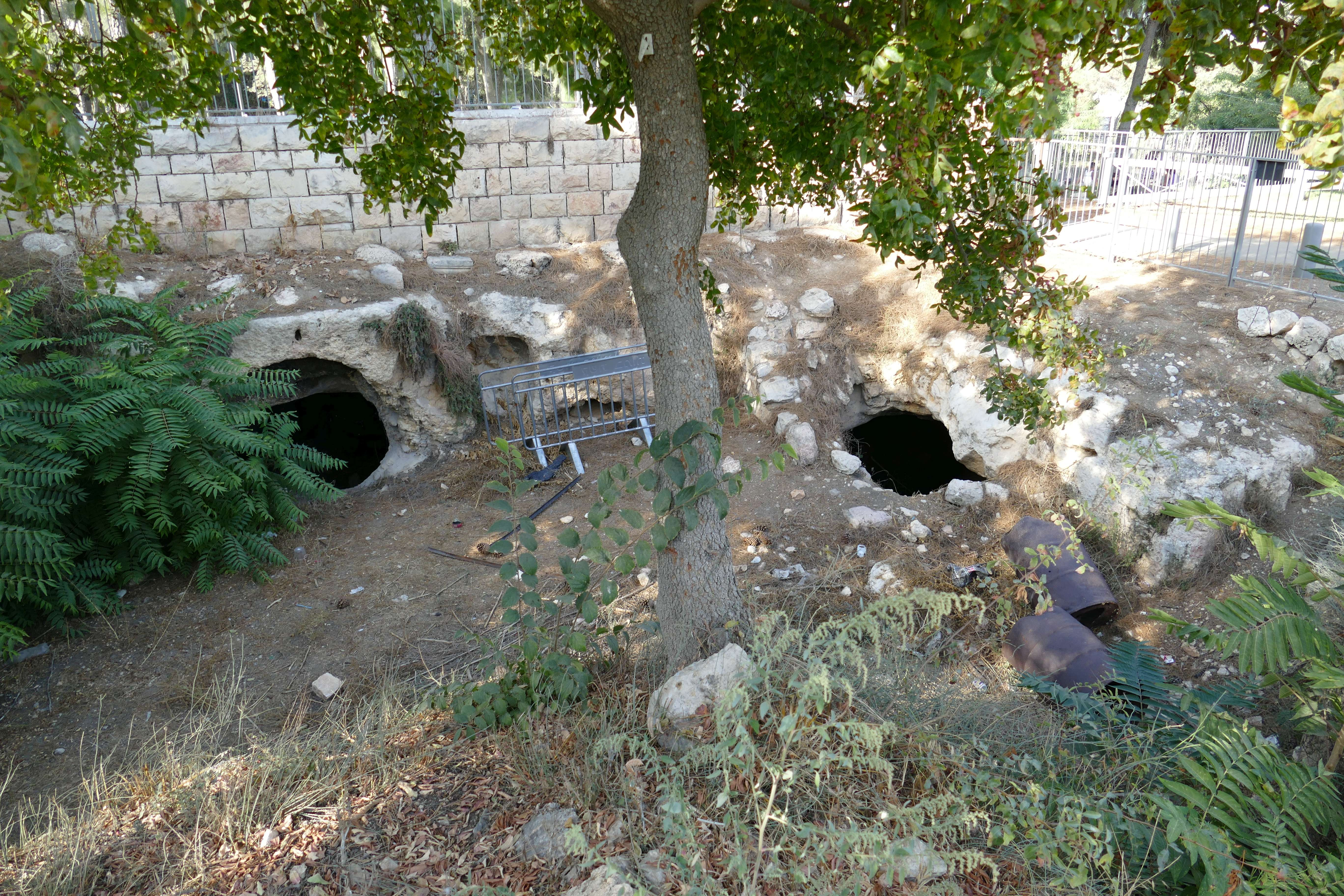
Öffnungen der byzantinischen Zisterne

Im Unabhängigkeitspark, unmittelbar an der zwischen dem Park und dem Mamilla-Friedhof verlaufenden Menashe ben Israel Street, befindet sich eine byzantinische Zisterne, die 2012 bei Ausgrabungen entdeckt wurde. Die Ausgrabungen lieferten Belege dafür, dass der Hohlraum im 4. bis 7. Jahrhundert als zweigeschossige Grabstätte mit ausgeschachteten Kammern genutzt wurde. Um das Jahr 700 wurde der Bau in eine Zisterne umgewandelt. Dazu wurden die Wände und Böden der Grabkammern entfernt, um einen durchgehenden Raum zu erhalten, und in das Gewölbe mehrere Durchbrüche zur Oberfläche geschlagen. Die Nutzung als Zisterne währte bis in das späte 18. oder 19. Jahrhundert. Anschließend wurde der Hohlraum als Aufenthaltsraum genutzt, mit einer Tunnelverbindung zu neu gebauten Räumen östlich der Zisterne, und geriet schließlich in Vergessenheit.

### Allgemein
- Gideon Avni: The Persian Conquest of Jerusalem (614 c.e.) - An Archaeological Assessment. In: Bulletin of the American Schools of Oriental Research. Nr. 357, 2010, S. 35–48, JSTOR:27805159.
- Frederick C. Conybeare: Antiochus Strategos' Account of the Sack of Jerusalem in A.D. 614. In: The English Historical Review. Band XXV, XCIX, 1910, S. 502–517, doi:10.1093/ehr/XXV.XCIX.502 (tertullian.org).
- Ahmad Mahmoud, Anna Veeder: Hidden Heritage. A Guide to the Mamilla Cemetery in Jerusalem. 2016, doi:10.13140/RG.2.2.20070.01600.
- Charmaine Seitz: Paradise and Gehenna Keep Close Company in the Sanctuary of God. In: Jerusalem Quarterly. Band 21, 2004, S. 59–65 (palestine-studies.org [PDF; 2,5 MB]).

### Architektur
- Charles Clermont-Ganneau: Archaeological Researches in Palestine during the years 1873–1874. Band 1, S. 279–290 (Digitalisat).
- Tawfiq Da‘ādli: Mamlūk Epitaphs from Māmillā Cemetery. In: Levant. The Journal of the Council for British Research in the Levant. Band 43, Nr. 1, 2011, S. 78–97, doi:10.1179/007589111X12966443320891.
- Hamdi Nubani: Mamilla Cemetery. Historical Tombstones in Arabic. In: Annual of the Department of Antiquities of Jordan. Band 3, 1956, S. 8–14 (gov.jo [PDF; 9,0 MB]).
- Franz Ollendorff: Two Mamlūk Tomb-Chambers in Western Jerusalem. In: Israel Exploration Journal. Band 32, Nr. 4, 1982, S. 245–250, JSTOR:27925858.
- Hana Taragan: Mamluk Patronage, Crusader Spolia. Turbat al-Kubakiyya in the Mamilla Cemetery, Jerusalem (688/1289). In: Yuval Ben-Bassat (Hrsg.): Developing Perspectives in Mamluk History. Essays in Honor of Amalia Levanoni. Brill, Leiden, Boston 2017, ISBN 978-90-04-34046-6, Kap. 13, S. 269–286.

### Konflikt um das Museum der Toleranz
- Critical Inquiry, Spring 2010:
  - W. J. T. Mitchell: Editor’s Note. In: Critical Inquiry. Band 36, Nr. 3, 2010, S. 517–518, doi:10.1086/653410.
  - Saree Makdisi: The Architecture of Erasure. In: Critical Inquiry. Band 36, Nr. 3, 2010, S. 519–559, doi:10.1086/653411.
  - Frank Gehry: Critical Response I: Response to Saree Makdisi's “The Architecture of Erasure”. In: Critical Inquiry. Band 36, Nr. 3, 2010, S. 560–562, doi:10.1086/653412.
  - Raphael Israeli, Shmuel Berkovits, Jacques Neriah, Marvin Hier: Critical Response II: “The Architecture of Erasure”—Fantasy or Reality? In: Critical Inquiry. Band 36, Nr. 3, 2010, S. 563–594, doi:10.1086/653413 (mit mehreren Fotos des Entwurfs von Gehry).
  - Jeremy Gilbert-Rolfe: Critical Response III: Response to Saree Makdisi's “The Architecture of Erasure”. In: Critical Inquiry. Band 36, Nr. 3, 2010, S. 595–600, doi:10.1086/653414.
  - Daniel Bertrand Monk: Critical Response IV: The Intractability Lobby: Material Culture and the Interpretation of the Israel/Palestine Conflict. In: Critical Inquiry. Band 36, Nr. 3, 2010, S. 601–608, doi:10.1086/653415.
  - Saree Makdisi: Critical Response V: Letter to the Editors. In: Critical Inquiry. Band 36, Nr. 3, 2010, S. 609–618, doi:10.1086/653416.

- Campaign to Preserve Mamilla Jerusalem Cemetery (Hrsg.): Petition for Urgent Action on Human Rights Violations in Mamilla Cemetery by Israel. 2010 (ccrjustice.org [PDF; 5,0 MB]).
- Erik Freas: Archaeology and Creating Facts on the Ground. In: Nationalism and the Haram al-Sharif/Temple Mount. The Exclusivity of Holiness. Palgrave Macmillan, Cham, Schweiz 2017, ISBN 978-3-319-49919-2, Kap. 8, S. 113–138, doi:10.1007/978-3-319-49920-8_8.
- Nazmi Jubeh: The Bab al-Rahmah Cemetery: Israeli Encroachment Continues Unabated. In: Journal of Palestine Studies. Band 48, Nr. 1, 2018, S. 88–103, doi:10.1525/jps.2018.48.1.88.
- Asem Khalidi: The Mamilla Cemetery; A Buried History. In: Jerusalem Quarterly. Band 37, 2009, S. 104–109 (palestine-studies.org [PDF; 325 kB]).
- Noam Leshem: “Over our dead bodies”: Placing necropolitical activism. In: Political Geography. Band 45, 2015, S. 34–44, doi:10.1016/j.polgeo.2014.09.003.
- Yossi Nagar: Bone reburial in Israel: legal restrictions and methodological implications. In: Cressida Fforde, Jane Hubert, Paul Turnbull (Hrsg.): The Dead and their Possessions: Repatriation in principle, policy and practice (= Martin Hall, Julian Thomas, Peter Stone [Hrsg.]: One World Archaeology. Band 43). Routledge, London, New York 2004, ISBN 0-415-34449-2, Kap. 6, S. 87–90.
- Qadi Ahmad Natour: The battle over the Muslim cemeteries in Israel. In: Marshall J. Breger, Yitzhak Reiter, Leonard Hammer (Hrsg.): Sacred Space in Israel and Palestine. Religion and politics (= Routledge Studies in Middle Eastern Politics. Band 41). Routledge, London, New York 2012, ISBN 978-0-415-78315-6, Kap. 8.
- Ahmad Natour: Israel’s Seizure of Islamic Endowments (Awqaf). In: Nadim N. Rouhana, Areej Sabbagh-Khoury (Hrsg.): The Palestinians in Israel. Readings in History, Politics and Society. Band 2. Mada al-Carmel. Arab Center for Applied Social Research, Haifa 2018, S. 85–100 (mada-research.org [PDF; 1,7 MB]).
- Yitzhak Reiter: Allah’s Safe Haven? The Controversy Surrounding the Mamilla Cemetery and the Museum of Tolerance. Contesting Domination over the Symbolic and Physical Landscapes. The Jerusalem Institute for Israel Studies, Jerusalem 2011.
- Yitzhak Reiter: Museumizing over the Dead. Mamilla Cemetery and the MOT. In: Yitzhak Reiter (Hrsg.): Contested holy places in Israel/Palestine. Sharing and conflict resolution (= Routledge Studies in Middle Eastern Politics. Band 41). Routledge, London, New York 2017, ISBN 978-1-138-24349-1, Kap. 8, S. 156–181.
- Liv G. Nilsson Stutz: The Noah Complex and Archaeology in the Holy Land: The Case of the Mamilla Cemetery and the Museum of Tolerance and Human Dignity. In: Heritage & Society. Band 5, Nr. 2, 2012, S. 221–248, doi:10.1179/hso.2012.5.2.221.
- Gideon Sulimani, Raz Kletter: Bone Considerations: Archaeology, Heritage, and Ethics at Mamilla, Jerusalem. In: International Journal of Cultural Property. Band 24, Nr. 3, 2017, S. 321–350, doi:10.1017/S0940739117000157.
- Shaira Vadasaria: Necronationalism: managing race, death and the nation’s skeletons. In: Social Identities. Band 21, Nr. 2, 2015, S. 117–131, doi:10.1080/13504630.2015.1041014.
- Maria LaHood and Rashid Khalidi on Zionist Excavations at the Mamilla Cemetery in Jerusalem. In: J. Kēhaulani Kauanui (Hrsg.): Speaking of Indigenous Politics. Conversations with Activists, Scholars, and Tribal Leaders (= Indigenous Americas). University of Minnesota Press, Minneapolis, London 2018, ISBN 978-1-5179-0477-7, S. 171–184.